# Europees kampioenschap voetbal onder 21 - 2023 (kwalificatie)
De kwalificatiewedstrijden voor het Europees kampioenschap voetbal onder 21 werden tussen 25 maart 2021 en 27 september 2022 gespeeld. Hierbij konden 14 teams zich kwalificeren voor deelname aan het hoofdtoernooi, waarvoor gastlanden Roemenië en Georgië al automatisch waren geplaatst.
Behalve Roemenie en Georgië deden alle overige 53 landen die bij de UEFA aangesloten zijn mee aan de kwalificatiewedstrijden. Spelers geboren op of na 1 januari 2000 waren speelgerechtigd.
Op 28 februari 2022 werd Rusland geschorst van het eindtoernooi, vanwege de Russische inval in Oekraïne.

## Gekwalificeerde teams
| Team        | Reden van kwalificatie | Datum van kwalificatie | Aantal deelnames | Laatste deelname | Beste resultaat                         |
| ----------- | ---------------------- | ---------------------- | ---------------- | ---------------- | --------------------------------------- |
| Roemenië    | Gastland               | 3 december 2020        | 4e               | 2021             | Halve finale (2019)                     |
| Georgië     | Gastland               | 3 december 2020        | 1e               | Debuut           | Debuut                                  |
| België      | Winnaar groep I        | 29 maart 2022          | 4e               | 2019             | Halve finale (2007)                     |
| Spanje      | Winnaar groep C        | 2 mei 2022             | 16e              | 2021             | Kampioen (1986, 1998, 2011, 2013, 2019) |
| Duitsland   | Winnaar groep B        | 3 juni 2022            | 14e              | 2021             | Kampioen (2009, 2017, 2021)             |
| Portugal    | Winnaar groep D        | 6 juni 2022            | 10e              | 2021             | Tweede plaats (1994, 2015, 2021)        |
| Engeland    | Winnaar groep G        | 7 juni 2022            | 17e              | 2021             | Kampioen (1982, 1984)                   |
| Nederland   | Winnaar groep E        | 8 juni 2022            | 9e               | 2021             | Kampioen (2006, 2007)                   |
| Frankrijk   | Winnaar groep H        | 9 juni 2022            | 11e              | 2021             | Kampioen (1988)                         |
| Italië      | Winnaar groep F        | 14 juni 2022           | 22e              | 2021             | Kampioen (1992, 1994, 1996, 2000, 2004) |
| Noorwegen   | Winnaar groep A        | 14 juni 2022           | 3e               | 2013             | Halve finale (1998, 2013)               |
| Zwitserland | Beste nummer twee      | 14 juni 2022           | 5e               | 2021             | Tweede plaats (2011)                    |
| Oekraïne    | Winnaar play-offs      | 27 september 2022      | 3e               | 2011             | Tweede plaats (2006)                    |
| Tsjechië    | Winnaar play-offs      | 27 september 2022      | 15e              | 2021             | Kampioen (2002)                         |
| Kroatië     | Winnaar play-offs      | 27 september 2022      | 5e               | 2021             | Kwartfinale (2021)                      |
| Israël      | Winnaar play-offs      | 27 september 2022      | 3e               | 2013             | Groepsfase (2007, 2013)                 |

## Opzet
Het kwalificatietoernooi bestond uit twee rondes.
- Groepsfase: Aan deze ronde deden 53 landen mee en zij werden verdeeld in negen groepen; er waren acht groepen met zes landen en één groep met vijf landen. Ieder land speelde een uit- en thuiswedstrijd tegen een ander land. De negen groepswinnaars en de beste nummer twee kwalificeerden zich voor het hoofdtoernooi. De overige nummers twee kwalificeerden zich voor de play-offs.
- Play-offs: Acht landen speelden in de play-offs. Deze landen werden verdeeld over vier wedstrijden en speelden een uit- en thuiswedstrijd tegen elkaar. De vier winnaars kwalificeerden zich voor het hoofdtoernooi.

### Beslissingscriteria
In de groepsfase werden de teams gerangschikt op basis van het aantal behaalde punten volgens het driepuntensysteem (3 punten voor een overwinning, 1 punt voor een gelijkspel, 0 punten bij verlies). Wanneer één of meerdere teams gelijk eindigden, werd gekeken naar de onderstaande criteria:
1. Het aantal behaalde punten in onderlinge wedstrijden tussen de gelijke teams;
2. Doelsaldo in onderlinge wedstrijden tussen de gelijke teams;
3. Aantal gescoorde doelpunten in onderlinge wedstrijden tussen de gelijke teams;
4. Aantal gescoorde uitdoelpunten in onderlinge wedstrijden tussen de gelijke teams;

Indien er nog geen onderling verschil was na bovenstaande criteria, werd gekeken naar de volgende criteria:
1. Het doelsaldo in alle groepswedstrijden;
2. Aantal gescoorde doelpunten in alle groepswedstrijden;
3. Aantal gescoorde uitdoelpunten in alle groepswedstrijden;
4. Winst in alle groepswedstrijden;
5. Uitoverwinningen in alle groepswedstrijden;
6. Disciplinaire punten (rode kaart = 3 punten, gele kaart = 1 punt, uitsluiting voor twee gele kaarten in één wedstrijd = 3 punten);
7. Positie op de UEFA-coëfficiëntenranglijst voor de loting van de kwalificatiegroepsfase.

## Speeldata
| Ronde      | Lotingsdatum 28 januari 2021 | Internationale FIFA-data             |
| ---------- | ---------------------------- | ------------------------------------ |
| Groepsfase | 28 januari 2021              | Speelronde 1 (1–3 september 2021)    |
| Groepsfase | 28 januari 2021              | Speelronde 2 (6–7 september 2021)    |
| Groepsfase | 28 januari 2021              | Speelronde 3 (7–8 oktober 2021)      |
| Groepsfase | 28 januari 2021              | Speelronde 4 (11–12 oktober 2021)    |
| Groepsfase | 28 januari 2021              | Speelronde 5 (10–12 november 2021)   |
| Groepsfase | 28 januari 2021              | Speelronde 6 (14–16 november 2021)   |
| Groepsfase | 28 januari 2021              | Speelronde 7 (24–25 maart 2022)      |
| Groepsfase | 28 januari 2021              | Speelronde 8 (28–29 maart 2022)      |
| Groepsfase | 28 januari 2021              | Speelronde 9 (2–6 juni 2022)         |
| Groepsfase | 28 januari 2021              | Speelronde 10 (6–14 juni 2022)       |
| Play-offs  | 21 juni 2022                 | Heenwedstrijden (23 september 2022)  |
| Play-offs  | 21 juni 2022                 | Terugwedstrijden (27 september 2022) |

1. ↑  Enkele wedstrijden van speelronde 1 werden op 25 en 29 maart 2021 en tussen 4 en 8 juni 2021 gespeeld.

## Groepsfase

### Loting
De loting voor de kwalificatiegroepen vond op 28 januari 2021 om 12.00 (UTC+1) plaats op het UEFA-hoofdkantoor in Nyon, Zwitserland. De loting gebeurde op basis van de coëfficiëntenrangschikking van de landen. Elke groep bevat één team uit de potten A tot F, bij een groep van vijf landen zijn dit de potten A tot E. Wegens politieke redenen konden onderstaande combinaties niet in dezelfde groep worden geloot:
- Armenië en Azerbeidzjan
- Gibraltar en Spanje
- Bosnië en Herzegovina en Kosovo
- Kosovo en Servië
- Kosovo en Rusland
- Rusland en Oekraïne[8]

| Land     |
| -------- |
| Roemenië |
| Georgië  |

| Land       |
| ---------- |
| Spanje     |
| Duitsland  |
| Frankrijk  |
| Engeland   |
| Italië     |
| Denemarken |
| Portugal   |
| Nederland  |
| Kroatië    |

| Land        |
| ----------- |
| Oostenrijk  |
| Polen       |
| Zweden      |
| Tsjechië    |
| België      |
| Rusland     |
| Servië      |
| Zwitserland |
| Griekenland |

| Land      |
| --------- |
| Slowakije |
| IJsland   |
| Oekraïne  |
| Slovenië  |
| Ierland   |
| Israël    |
| Noorwegen |
| Bulgarije |
| Turkije   |

| Land                  |
| --------------------- |
| Schotland             |
| Noord-Macedonië       |
| Bosnië en Herzegovina |
| Wales                 |
| Noord-Ierland         |
| Finland               |
| Hongarije             |
| Wit-Rusland           |
| Albanië               |

| Land         |
| ------------ |
| Montenegro   |
| Kosovo       |
| Litouwen     |
| Kazachstan   |
| Moldavië     |
| Cyprus       |
| Faeröer      |
| Azerbeidzjan |
| Letland      |

| Land          |
| ------------- |
| Luxemburg     |
| Armenië       |
| Malta         |
| Andorra       |
| Estland       |
| Gibraltar     |
| Liechtenstein |
| San Marino    |

### Groepen

#### Groep A
| Pos | Team         | Wed | W | G | V  | Ptn | DV | DT | +/− | Kwalificatie           |       |       |       |       |       |       |       |
| --- | ------------ | --- | - | - | -- | --- | -- | -- | --- | ---------------------- | ----- | ----- | ----- | ----- | ----- | ----- | ----- |
| 1   | Noorwegen    | 10  | 8 | 0 | 2  | 24  | 26 | 11 | +15 | Deelname hoofdtoernooi |       |       | 3 – 2 | 3 – 1 | 3 – 1 | 2 – 1 | 3 – 0 |
| 2   | Kroatië      | 10  | 7 | 1 | 2  | 22  | 25 | 10 | +15 | Play-offs              |       | 3 – 2 |       | 2 – 3 | 0 – 0 | 2 – 0 | 2 – 0 |
| 3   | Finland      | 10  | 6 | 1 | 3  | 19  | 18 | 13 | +5  |                        |       | 0 – 2 | 0 – 2 |       | 3 – 1 | 3 – 0 | 1 – 0 |
| 4   | Oostenrijk   | 10  | 5 | 1 | 4  | 16  | 22 | 13 | +9  |                        | 2 – 1 | 1 – 3 | 2 – 3 |       | 6 – 0 | 2 – 0 |       |
| 5   | Azerbeidzjan | 10  | 2 | 1 | 7  | 7   | 12 | 24 | −12 |                        | 1 – 2 | 1 – 5 | 1 – 1 | 0 – 3 |       | 3 – 0 |       |
| 6   | Estland      | 10  | 0 | 0 | 10 | 0   | 0  | 32 | −32 |                        | 0 – 5 | 0 – 4 | 0 – 3 | 0 – 4 | 0 – 5 |       |       |

|                           |                     |         |         |                                                                             |
| 8 juni 2021 19.10 (UTC+2) | Oostenrijk          | 2 – 0   | Estland | Josko Arena, Ried im Innkreis Toeschouwers: 1.080 Scheidsrechter: Genc Nuza |
| 8 juni 2021 19.10 (UTC+2) | Schmid 7' Demir 56' | Verslag |         | Josko Arena, Ried im Innkreis Toeschouwers: 1.080 Scheidsrechter: Genc Nuza |

|                                |                     |         |              |                                                                                |
| 2 september 2021 19.00 (UTC+2) | Kroatië             | 2 – 0   | Azerbeidzjan | Stadion Radnik, Velika Gorica Toeschouwers: 753 Scheidsrechter: Denys Sjoerman |
| 2 september 2021 19.00 (UTC+2) | Sučić 10' Šimić 24' | Verslag |              | Stadion Radnik, Velika Gorica Toeschouwers: 753 Scheidsrechter: Denys Sjoerman |

|                                |         |         |                                        |                                                                                   |
| 3 september 2021 19.00 (UTC+3) | Estland | 0 – 3   | Finland                                | Pärnu Rannastaadion, Pärnu Toeschouwers: 300 Scheidsrechter: Goga Kikatsjejsjvili |
| 3 september 2021 19.00 (UTC+3) |         | Verslag | 29' Olusanya 49' (e.d.) Sapp 75' Mömmö | Pärnu Rannastaadion, Pärnu Toeschouwers: 300 Scheidsrechter: Goga Kikatsjejsjvili |

|                                |                                        |         |            |                                                                                  |
| 3 september 2021 18.00 (UTC+2) | Noorwegen                              | 3 – 1   | Oostenrijk | Marienlyststadion, Drammen Toeschouwers: 360 Scheidsrechter: Matthew De Gabriele |
| 3 september 2021 18.00 (UTC+2) | Strand Larsen 17' Holm 60' Botheim 84' | Verslag | 13' Adamu  | Marienlyststadion, Drammen Toeschouwers: 360 Scheidsrechter: Matthew De Gabriele |

|                                |                    |         |                                              |                                                                         |
| 7 september 2021 18.00 (UTC+3) | Finland            | 0 – 2   | Kroatië                                      | Raatin stadion, Oulu Toeschouwers: 2.903 Scheidsrechter: Vítor Ferreira |
| 7 september 2021 18.00 (UTC+3) | Suhonen 24', 90+5' | Verslag | 73' (pen.) Sučić 87' Ljubičić 90+5' Mitrović | Raatin stadion, Oulu Toeschouwers: 2.903 Scheidsrechter: Vítor Ferreira |

|                                |         |         |                                               |                                                                         |
| 7 september 2021 19.00 (UTC+3) | Estland | 0 – 5   | Noorwegen                                     | Pärnu Rannastaadion, Pärnu Toeschouwers: 63 Scheidsrechter: Gergo Bogár |
| 7 september 2021 19.00 (UTC+3) |         | Verslag | 5', 8' Ceide 12' Holm 52' Evjen 90+2' Palumbo | Pärnu Rannastaadion, Pärnu Toeschouwers: 63 Scheidsrechter: Gergo Bogár |

|                                |                                                     |         |              |                                                                                 |
| 7 september 2021 18.00 (UTC+2) | Oostenrijk                                          | 6 – 0   | Azerbeidzjan | Josko Arena, Ried im Innkreis Toeschouwers: 950 Scheidsrechter: Amin Koergcheli |
| 7 september 2021 18.00 (UTC+2) | Adamu 3', 40' Aiwu 19' Schmid 85' Anselm 90', 90+3' | Verslag |              | Josko Arena, Ried im Innkreis Toeschouwers: 950 Scheidsrechter: Amin Koergcheli |

|                              |                                 |         |                          |                                                                           |
| 8 oktober 2021 18.00 (UTC+2) | Kroatië                         | 3 – 2   | Noorwegen                | Varteksstadion, Varaždin Toeschouwers: 718 Scheidsrechter: Jaroslav Kozyk |
| 8 oktober 2021 18.00 (UTC+2) | Šimić 2' Sučić 16' Vušković 57' | Verslag | 55' Sebulonsen 58' Ceide | Varteksstadion, Varaždin Toeschouwers: 718 Scheidsrechter: Jaroslav Kozyk |

|                              |                     |         |                                      |                                                                                      |
| 8 oktober 2021 20.30 (UTC+4) | Azerbeidzjan        | 1 – 1   | Finland                              | Mehdi Huseynzadestadion, Sumqayıt Toeschouwers: 150 Scheidsrechter: Viktor Sjimoesik |
| 8 oktober 2021 20.30 (UTC+4) | Sinisalo 86' (e.d.) | Verslag | 37', 66' Ablade 75' (e.d.) Agjabajov | Mehdi Huseynzadestadion, Sumqayıt Toeschouwers: 150 Scheidsrechter: Viktor Sjimoesik |

|                              |         |         |                                             |                                                                               |
| 8 oktober 2021 20.00 (UTC+3) | Estland | 0 – 4   | Oostenrijk                                  | Pärnu Rannastaadion, Pärnu Toeschouwers: 153 Scheidsrechter: Veaceslav Banari |
| 8 oktober 2021 20.00 (UTC+3) |         | Verslag | 16' Prass 22' (pen.), 53' Adamu 65' Seiwald | Pärnu Rannastaadion, Pärnu Toeschouwers: 153 Scheidsrechter: Veaceslav Banari |

|                               |                                              |         |         |                                                                            |
| 12 oktober 2021 18.00 (UTC+2) | Noorwegen                                    | 3 – 0   | Estland | Marienlyststadion, Drammen Toeschouwers: 228 Scheidsrechter: Jason Barcelo |
| 12 oktober 2021 18.00 (UTC+2) | Christensen 4' Strand Larsen 52' Palumbo 73' | Verslag |         | Marienlyststadion, Drammen Toeschouwers: 228 Scheidsrechter: Jason Barcelo |

|                               |                                       |         |                                                |                                                                                  |
| 12 oktober 2021 20.30 (UTC+4) | Azerbeidzjan                          | 1 – 5   | Kroatië                                        | Mehdi Huseynzadestadion, Sumqayıt Toeschouwers: 120 Scheidsrechter: Ondřej Berka |
| 12 oktober 2021 20.30 (UTC+4) | Gurbanlı 55' (pen.) Velizade 27', 69' | Verslag | 9', 13', 44' (pen.) Šimić 25' Soldo 81' Šutalo | Mehdi Huseynzadestadion, Sumqayıt Toeschouwers: 120 Scheidsrechter: Ondřej Berka |

|                               |                            |         |            |                                                                                |
| 12 oktober 2021 19.30 (UTC+3) | Finland                    | 3 – 1   | Oostenrijk | Ratina Stadion, Tampere Toeschouwers: 1.594 Scheidsrechter: Zaven Hovhannisyan |
| 12 oktober 2021 19.30 (UTC+3) | Skyttä 19', 58' Antman 86' | Verslag | 68' Greiml | Ratina Stadion, Tampere Toeschouwers: 1.594 Scheidsrechter: Zaven Hovhannisyan |

|                                |                     |         |         |                                                                              |
| 11 november 2021 18.00 (UTC+1) | Kroatië             | 2 – 0   | Estland | Stadion Aldo Drosina, Pula Toeschouwers: 548 Scheidsrechter: Ishmael Barbara |
| 11 november 2021 18.00 (UTC+1) | Šimić 39' Pršir 62' | Verslag |         | Stadion Aldo Drosina, Pula Toeschouwers: 548 Scheidsrechter: Ishmael Barbara |

|                                |              |         |                                 |                                                                       |
| 12 november 2021 20.00 (UTC+4) | Azerbeidzjan | 0 – 3   | Oostenrijk                      | Bakcell Arena, Bakoe Toeschouwers: 70 Scheidsrechter: Miloš Milanović |
| 12 november 2021 20.00 (UTC+4) |              | Verslag | 42' Aiwu 72' (pen.), 75' Schmid | Bakcell Arena, Bakoe Toeschouwers: 70 Scheidsrechter: Miloš Milanović |

|                                |                                        |         |             |                                                                                            |
| 12 november 2021 18.00 (UTC+1) | Noorwegen                              | 3 – 1   | Finland     | Marienlyststadion, Drammen Toeschouwers: 407 Scheidsrechter: Mads-Kristoffer Kristoffersen |
| 12 november 2021 18.00 (UTC+1) | Strand Larsen 55', 67' (pen.) Hove 89' | Verslag | 74' Suhonen | Marienlyststadion, Drammen Toeschouwers: 407 Scheidsrechter: Mads-Kristoffer Kristoffersen |

|                                |           |         |               |                                                                           |
| 15 november 2021 17.30 (UTC+2) | Finland   | 1 – 0   | Estland       | Arto Tolsa Areena, Kotka Toeschouwers: 907 Scheidsrechter: Georgi Davidov |
| 15 november 2021 17.30 (UTC+2) | Mömmö 31' | Verslag | 25', 59' Tamm | Arto Tolsa Areena, Kotka Toeschouwers: 907 Scheidsrechter: Georgi Davidov |

|                                |                |         |                      |                                                                       |
| 16 november 2021 20.00 (UTC+4) | Azerbeidzjan   | 1 – 2   | Noorwegen            | Bakcell Arena, Bakoe Toeschouwers: 95 Scheidsrechter: Vasilios Fotias |
| 16 november 2021 20.00 (UTC+4) | Zülfügarly 80' | Verslag | 4' Hove 53' Sahraoui | Bakcell Arena, Bakoe Toeschouwers: 95 Scheidsrechter: Vasilios Fotias |

|                                |            |         |                                            |                                                                                     |
| 16 november 2021 20.30 (UTC+1) | Oostenrijk | 1 – 3   | Kroatië                                    | Josko Arena, Ried im Innkreis Toeschouwers: 1.300 Scheidsrechter: Mohammed Al-Hakim |
| 16 november 2021 20.30 (UTC+1) | Schmid 67' | Verslag | 14' Kačavenda 41' Franjić 55' (pen.) Sučić | Josko Arena, Ried im Innkreis Toeschouwers: 1.300 Scheidsrechter: Mohammed Al-Hakim |

|                             |                                   |         |         |                                                                                   |
| 25 maart 2022 19.00 (UTC+4) | Azerbeidzjan                      | 3 – 0   | Estland | Mehdi Huseynzadestadion, Sumqayıt Toeschouwers: 1.080 Scheidsrechter: David Munro |
| 25 maart 2022 19.00 (UTC+4) | Gurbanlı 44', 66' Kaiboelajev 88' | Verslag |         | Mehdi Huseynzadestadion, Sumqayıt Toeschouwers: 1.080 Scheidsrechter: David Munro |

|                             |                    |         |            |                                                                                    |
| 25 maart 2022 18.00 (UTC+1) | Kroatië            | 0 – 0   | Oostenrijk | Varteksstadion, Varaždin Toeschouwers: 2.000 Scheidsrechter: Manfredas Lukjančukas |
| 25 maart 2022 18.00 (UTC+1) | Kačavenda 45', 82' | Verslag |            | Varteksstadion, Varaždin Toeschouwers: 2.000 Scheidsrechter: Manfredas Lukjančukas |

|                             |                      |         |           |                                                                                |
| 29 maart 2022 18.00 (UTC+2) | Oostenrijk           | 2 – 1   | Noorwegen | Josko Arena, Ried im Innkreis Toeschouwers: 1.015 Scheidsrechter: Morten Krogh |
| 29 maart 2022 18.00 (UTC+2) | Schmid 11' Adamu 48' | Verslag | 42' Holm  | Josko Arena, Ried im Innkreis Toeschouwers: 1.015 Scheidsrechter: Morten Krogh |

|                             |                        |         |                              |                                                                          |
| 29 maart 2022 20.00 (UTC+2) | Kroatië                | 2 – 3   | Finland                      | Varteksstadion, Varaždin Toeschouwers: 1.200 Scheidsrechter: Ádám Farkas |
| 29 maart 2022 20.00 (UTC+2) | J. Šutalo 71' Fruk 87' | Verslag | 11', 29' Skyttä 45+3' Ablade | Varteksstadion, Varaždin Toeschouwers: 1.200 Scheidsrechter: Ádám Farkas |

|                           |         |         |                                                                       |                                                                                 |
| 3 juni 2022 19.00 (UTC+3) | Estland | 0 – 5   | Azerbeidzjan                                                          | Pärnu Rannastaadion, Pärnu Toeschouwers: 174 Scheidsrechter: Robert Ian Jenkins |
| 3 juni 2022 19.00 (UTC+3) |         | Verslag | 3', 33' Gurbanlı 49' (pen.) R. Abdullazada 50' Nuriyev 84' Zülfügarly | Pärnu Rannastaadion, Pärnu Toeschouwers: 174 Scheidsrechter: Robert Ian Jenkins |

|                           |                                              |         |                    |                                                                          |
| 3 juni 2022 18.00 (UTC+2) | Noorwegen                                    | 3 – 2   | Kroatië            | Marienlyststadion, Drammen Toeschouwers: 670 Scheidsrechter: David Munro |
| 3 juni 2022 18.00 (UTC+2) | Botheim 37' Daland 90+1' Strand Larsen 90+5' | Verslag | 5' Sučić 79' Šimić | Marienlyststadion, Drammen Toeschouwers: 670 Scheidsrechter: David Munro |

|                           |                            |         |                                             |                                                                               |
| 3 juni 2022 18.00 (UTC+2) | Oostenrijk                 | 2 – 3   | Finland                                     | Josko Arena, Ried im Innkreis Toeschouwers: 800 Scheidsrechter: Adam Ladebäck |
| 3 juni 2022 18.00 (UTC+2) | Schmid 5' (pen.) Adamu 76' | Verslag | 67' Håkans 83' Skyttä 89' (pen.) Tauriainen | Josko Arena, Ried im Innkreis Toeschouwers: 800 Scheidsrechter: Adam Ladebäck |

|                           |                                  |         |              |                                                                         |
| 7 juni 2022 16.00 (UTC+3) | Finland                          | 3 – 0   | Azerbeidzjan | Bolt Arena, Helsinki Toeschouwers: 1.043 Scheidsrechter: Jasmin Šabotić |
| 7 juni 2022 16.00 (UTC+3) | Skyttä 50' Antman 55' Sadiku 79' | Verslag |              | Bolt Arena, Helsinki Toeschouwers: 1.043 Scheidsrechter: Jasmin Šabotić |

|                           |         |         |                                            |                                                                                  |
| 8 juni 2022 19.00 (UTC+3) | Estland | 0 – 4   | Kroatië                                    | Pärnu Rannastaadion, Pärnu Toeschouwers: 262 Scheidsrechter: Ashot Ghaltachtsjan |
| 8 juni 2022 19.00 (UTC+3) |         | Verslag | 7' Vidović 14' Vušković 41' Marin 55' Fruk | Pärnu Rannastaadion, Pärnu Toeschouwers: 262 Scheidsrechter: Ashot Ghaltachtsjan |

|                            |         |         |                        |                                                                              |
| 10 juni 2022 18.00 (UTC+3) | Finland | 0 – 2   | Noorwegen              | Veritasstadion, Turku Toeschouwers: 2.333 Scheidsrechter: Abdulkadir Bitigen |
| 10 juni 2022 18.00 (UTC+3) |         | Verslag | 63' Ceïde 78' Oppegård | Veritasstadion, Turku Toeschouwers: 2.333 Scheidsrechter: Abdulkadir Bitigen |

|                            |                               |         |               |                                                                           |
| 14 juni 2022 18.00 (UTC+2) | Noorwegen                     | 2 – 1   | Azerbeidzjan  | Marienlyststadion, Drammen Toeschouwers: 750 Scheidsrechter: Luka Bilbija |
| 14 juni 2022 18.00 (UTC+2) | Strand Larsen 54' Botheim 77' | Verslag | 65' Alekperov | Marienlyststadion, Drammen Toeschouwers: 750 Scheidsrechter: Luka Bilbija |

#### Groep B
| Pos | Team       | Wed | W | G | V | Ptn | DV | DT | +/− | Kwalificatie           |       |       |       |       |       |       |       |
| --- | ---------- | --- | - | - | - | --- | -- | -- | --- | ---------------------- | ----- | ----- | ----- | ----- | ----- | ----- | ----- |
| 1   | Duitsland  | 10  | 9 | 0 | 1 | 27  | 32 | 9  | +23 | Deelname hoofdtoernooi |       |       | 3 – 2 | 0 – 4 | 4 – 0 | 4 – 0 | 4 – 0 |
| 2   | Israël     | 10  | 6 | 1 | 3 | 19  | 19 | 10 | +9  | Play-offs              |       | 0 – 1 |       | 2 – 2 | 3 – 0 | 2 – 1 | 2 – 0 |
| 3   | Polen      | 10  | 5 | 3 | 2 | 18  | 26 | 9  | +17 |                        |       | 1 – 2 | 1 – 2 |       | 1 – 1 | 5 – 0 | 3 – 0 |
| 4   | Hongarije  | 10  | 4 | 2 | 4 | 14  | 16 | 17 | −1  |                        | 1 – 2 | 1 – 2 | 2 – 2 |       | 1 – 0 | 4 – 0 |       |
| 5   | Letland    | 10  | 2 | 1 | 7 | 7   | 5  | 19 | −14 |                        | 1 – 3 | 1 – 0 | 0 – 2 | 0 – 2 |       | 2 – 0 |       |
| 6   | San Marino | 10  | 0 | 1 | 9 | 1   | 0  | 34 | −34 |                        | 0 – 6 | 0 – 4 | 0 – 5 | 0 – 4 | 0 – 0 |       |       |

|                                |                |         |                            |                                                                           |
| 2 september 2021 17.30 (UTC+2) | Hongarije      | 1 – 2   | Israël                     | Alcuferstadion, Győr Toeschouwers: 210 Scheidsrechter: Vladimir Moskaljov |
| 2 september 2021 17.30 (UTC+2) | Tóth-Gábor 68' | Verslag | 32' Nachmani 86' Gendelman | Alcuferstadion, Győr Toeschouwers: 210 Scheidsrechter: Vladimir Moskaljov |

|                                |            |         |                                                          |                                                                                      |
| 2 september 2021 19.00 (UTC+2) | San Marino | 0 – 6   | Duitsland                                                | Stadio Olimpico, Serravalle Toeschouwers: 150 Scheidsrechter: Ívar Orri Kristjánsson |
| 2 september 2021 19.00 (UTC+2) |            | Verslag | 4' Krauß 20', 43' Burkardt 39', 41' Moukoko 68' Leweling | Stadio Olimpico, Serravalle Toeschouwers: 150 Scheidsrechter: Ívar Orri Kristjánsson |

|                                |         |         |                       |                                                                                  |
| 3 september 2021 17.00 (UTC+3) | Letland | 0 – 2   | Polen                 | Zemgales Olimpiskais centrs, Jelgava Toeschouwers: 99 Scheidsrechter: Ian McNabb |
| 3 september 2021 17.00 (UTC+3) |         | Verslag | 55' Skóraś 86' Poreba | Zemgales Olimpiskais centrs, Jelgava Toeschouwers: 99 Scheidsrechter: Ian McNabb |

|                                |              |         |                                   |                                                                           |
| 7 september 2021 19.15 (UTC+3) | Letland      | 1 – 3   | Duitsland                         | Daugavastadion, Riga Toeschouwers: 330 Scheidsrechter: Sebastian Gishamer |
| 7 september 2021 19.15 (UTC+3) | Korotkovs 8' | Verslag | 25' Moukoko 41' Stiller 48' Thiaw | Daugavastadion, Riga Toeschouwers: 330 Scheidsrechter: Sebastian Gishamer |

|                                |              |         |                                   |                                                                       |
| 7 september 2021 20.00 (UTC+2) | Polen        | 1 – 2   | Israël                            | Arena Lublin, Lublin Toeschouwers: 4.386 Scheidsrechter: Morten Krogh |
| 7 september 2021 20.00 (UTC+2) | Smolinski 7' | Verslag | 33' (e.d.) Walukiewicz 49' Karzev | Arena Lublin, Lublin Toeschouwers: 4.386 Scheidsrechter: Morten Krogh |

|                                |            |         |                                        |                                                                           |
| 7 september 2021 20.30 (UTC+2) | San Marino | 0 – 4   | Hongarije                              | Stadio Olimpico, Serravalle Toeschouwers: 90 Scheidsrechter: Andrew Davey |
| 7 september 2021 20.30 (UTC+2) |            | Verslag | 29' Baráth 74', 82' Skribek 90+1' Kiss | Stadio Olimpico, Serravalle Toeschouwers: 90 Scheidsrechter: Andrew Davey |

|                              |                     |         |            |                                                                       |
| 7 oktober 2021 14.00 (UTC+3) | Letland             | 2 – 0   | San Marino | Skontostadion, Riga Toeschouwers: 173 Scheidsrechter: Ivana Martinčić |
| 7 oktober 2021 14.00 (UTC+3) | Bocs 22' Lusins 78' | Verslag |            | Skontostadion, Riga Toeschouwers: 173 Scheidsrechter: Ivana Martinčić |

|                              |                                     |         |                           |                                                                             |
| 7 oktober 2021 18.15 (UTC+2) | Duitsland                           | 3 – 2   | Israël                    | Benteler-Arena, Paderborn Toeschouwers: 3.262 Scheidsrechter: Radu Petrescu |
| 7 oktober 2021 18.15 (UTC+2) | Tillman 34' Schade 88' Burkardt 90' | Verslag | 28' Leidner 51' Gendelman | Benteler-Arena, Paderborn Toeschouwers: 3.262 Scheidsrechter: Radu Petrescu |

|                              |                               |         |                                                        |                                                                            |
| 8 oktober 2021 20.00 (UTC+2) | Hongarije                     | 2 – 2   | Polen                                                  | Szent Gellért Fórum, Szeged Toeschouwers: 850 Scheidsrechter: Glenn Nyberg |
| 8 oktober 2021 20.00 (UTC+2) | Németh 48', 90+5' Major 90+2' | Verslag | 61' (pen.) Benedyczak 81' Wędrychowski 71', 90' Skóraś | Szent Gellért Fórum, Szeged Toeschouwers: 850 Scheidsrechter: Glenn Nyberg |

|                               |                                    |         |            |                                                                        |
| 12 oktober 2021 16.30 (UTC+2) | Polen                              | 3 – 0   | San Marino | Kielcestadion, Kielce Toeschouwers: 4.126 Scheidsrechter: Nikola Popov |
| 12 oktober 2021 16.30 (UTC+2) | Bogusz 29' Kamiński 61' Bejger 66' | Verslag |            | Kielcestadion, Kielce Toeschouwers: 4.126 Scheidsrechter: Nikola Popov |

|                               |           |         |                                                   |                                                                             |
| 12 oktober 2021 17.30 (UTC+2) | Hongarije | 1 – 5   | Duitsland                                         | Szent Gellért Fórum, Szeged Toeschouwers: 1.360 Scheidsrechter: David Coote |
| 12 oktober 2021 17.30 (UTC+2) | Kiss 39'  | Verslag | 5', 90' Schade 32' Tillman 54' Shuranov 66' Krauß | Szent Gellért Fórum, Szeged Toeschouwers: 1.360 Scheidsrechter: David Coote |

|                               |                       |         |           |                                                                                 |
| 12 oktober 2021 19.30 (UTC+3) | Israël                | 2 – 1   | Letland   | HaMoshavastadion, Petach Tikwa Toeschouwers: 650 Scheidsrechter: Jasmin Sabotic |
| 12 oktober 2021 19.30 (UTC+3) | Buganim 8' Shahar 89' | Verslag | 16' Veips | HaMoshavastadion, Petach Tikwa Toeschouwers: 650 Scheidsrechter: Jasmin Sabotic |

|                                |            |         |                                              |                                                                                 |
| 11 november 2021 19.00 (UTC+1) | San Marino | 0 – 4   | Israël                                       | Stadio Olimpico, Serravalle Toeschouwers: 110 Scheidsrechter: Henrik Nalbandyan |
| 11 november 2021 19.00 (UTC+1) |            | Verslag | 12' Bilevi 13' Davida 28' Buganim 31' Shahar | Stadio Olimpico, Serravalle Toeschouwers: 110 Scheidsrechter: Henrik Nalbandyan |

|                                |             |         |         |                                                                      |
| 12 november 2021 17.45 (UTC+1) | Hongarije   | 1 – 0   | Letland | Pancho Arena, Felcsút Toeschouwers: 260 Scheidsrechter: Sandi Putros |
| 12 november 2021 17.45 (UTC+1) | Szánthó 77' | Verslag |         | Pancho Arena, Felcsút Toeschouwers: 260 Scheidsrechter: Sandi Putros |

|                                |           |         |                                             |                                                                               |
| 12 november 2021 18.15 (UTC+1) | Duitsland | 0 – 4   | Polen                                       | WIRmachenDRUCK Arena, Aspach Toeschouwers: 3.994 Scheidsrechter: Luís Godinho |
| 12 november 2021 18.15 (UTC+1) | Mbom 19'  | Verslag | 5', 12' Benedyczak 15' Skóraś 90' Kozłowski | WIRmachenDRUCK Arena, Aspach Toeschouwers: 3.994 Scheidsrechter: Luís Godinho |

|                                |                                                                   |         |         |                                                                                       |
| 16 november 2021 17.30 (UTC+1) | Polen                                                             | 5 – 0   | Letland | Józef Piłsudskistadion, Krakau Toeschouwers: 2.684 Scheidsrechter: Robertas Valikonis |
| 16 november 2021 17.30 (UTC+1) | Benedyczak 32' (pen.) Bejger 45' Śpiewak 45+1', 63' Kozłowski 51' | Verslag |         | Józef Piłsudskistadion, Krakau Toeschouwers: 2.684 Scheidsrechter: Robertas Valikonis |

|                                |                                                   |         |            |                                                                          |
| 16 november 2021 18.15 (UTC+1) | Duitsland                                         | 4 – 0   | San Marino | Audi-Sportpark, Ingolstadt Toeschouwers: 2.004 Scheidsrechter: Ion Orlic |
| 16 november 2021 18.15 (UTC+1) | Thiaw 14' Shuranov 15' Burkardt 34' Thielmann 62' | Verslag |            | Audi-Sportpark, Ingolstadt Toeschouwers: 2.004 Scheidsrechter: Ion Orlic |

|                                |                         |         |                 |                                                                                 |
| 16 november 2021 19.40 (UTC+2) | Israël                  | 3 – 0   | Hongarije       | HaMoshavastadion, Petach Tikwa Toeschouwers: 930 Scheidsrechter: Jaroslav Kozyk |
| 16 november 2021 19.40 (UTC+2) | Bar 5', 51' Zasno 90+2' | Verslag | 21', 84' Balogh | HaMoshavastadion, Petach Tikwa Toeschouwers: 930 Scheidsrechter: Jaroslav Kozyk |

|                             |                                      |         |            |                                                                                           |
| 24 maart 2022 16.30 (UTC+1) | Hongarije                            | 4 – 0   | San Marino | Hidegkuti Nándorstadion, Boedapest Toeschouwers: 350 Scheidsrechter: Irakli Kvirikasjvili |
| 24 maart 2022 16.30 (UTC+1) | Németh 5', 14' Iyinbor 44' Major 80' | Verslag |            | Hidegkuti Nándorstadion, Boedapest Toeschouwers: 350 Scheidsrechter: Irakli Kvirikasjvili |

|                             |                         |         |                             |                                                                                       |
| 24 maart 2022 18.30 (UTC+2) | Israël                  | 2 – 2   | Polen                       | HaMoshavastadion, Petach Tikwa Toeschouwers: 3.870 Scheidsrechter: Bram Van Driessche |
| 24 maart 2022 18.30 (UTC+2) | Abada 50' Gandelman 73' | Verslag | 10' Benedyczak 78' Kamiński | HaMoshavastadion, Petach Tikwa Toeschouwers: 3.870 Scheidsrechter: Bram Van Driessche |

|                             |                                          |         |         |                                                               |
| 25 maart 2022 18.15 (UTC+1) | Duitsland                                | 4 – 0   | Letland | Tivoli, Aken Toeschouwers: 7.718 Scheidsrechter: Juxhin Xhaja |
| 25 maart 2022 18.15 (UTC+1) | Burkardt 25', 43' Knauff 26' Tillman 75' | Verslag |         | Tivoli, Aken Toeschouwers: 7.718 Scheidsrechter: Juxhin Xhaja |

|                             |                     |         |            |                                                                                   |
| 29 maart 2022 16.00 (UTC+2) | Polen               | 1 – 1   | Hongarije  | Ernest Pohlstadion, Zabrze Toeschouwers: 4.668 Scheidsrechter: Kristoffer Hagenes |
| 29 maart 2022 16.00 (UTC+2) | Skóraś 90+5' (pen.) | Verslag | 35' Németh | Ernest Pohlstadion, Zabrze Toeschouwers: 4.668 Scheidsrechter: Kristoffer Hagenes |

|                             |        |         |                |                                                                                    |
| 29 maart 2022 18.00 (UTC+3) | Israël | 0 – 1   | Duitsland      | HaMoshavastadion, Petach Tikwa Toeschouwers: 7.812 Scheidsrechter: Jérémie Pignard |
| 29 maart 2022 18.00 (UTC+3) |        | Verslag | 60' Katterbach | HaMoshavastadion, Petach Tikwa Toeschouwers: 7.812 Scheidsrechter: Jérémie Pignard |

|                             |            |       |         |                                                                             |
| 29 maart 2022 20.30 (UTC+2) | San Marino | 0 – 0 | Letland | Stadio Olimpico, Serravalle Toeschouwers: 241 Scheidsrechter: Luís Teixeira |
| 29 maart 2022 20.30 (UTC+2) | Verslag    |       |         | Stadio Olimpico, Serravalle Toeschouwers: 241 Scheidsrechter: Luís Teixeira |

|                           |             |         |        |                                                                       |
| 2 juni 2022 17.30 (UTC+3) | Letland     | 1 – 0   | Israël | Skontostadion, Riga Toeschouwers: 300 Scheidsrechter: Boelat Sariejev |
| 2 juni 2022 17.30 (UTC+3) | Ozoliņš 46' | Verslag |        | Skontostadion, Riga Toeschouwers: 300 Scheidsrechter: Boelat Sariejev |

|                           |            |         |                                                            |                                                                            |
| 2 juni 2022 20.30 (UTC+2) | San Marino | 0 – 5   | Polen                                                      | Stadio Olimpico, Serravalle Toeschouwers: 363 Scheidsrechter: Luka Bilbija |
| 2 juni 2022 20.30 (UTC+2) |            | Verslag | 4', 89' (pen.) Białek 16' Łopata 33' Skóraś 82' Kałuziński | Stadio Olimpico, Serravalle Toeschouwers: 363 Scheidsrechter: Luka Bilbija |

|                           |                                                           |         |           |                                                                                                |
| 3 juni 2022 18.15 (UTC+2) | Duitsland                                                 | 4 – 0   | Hongarije | Stadion an der Bremer Brücke, Osnabrück Toeschouwers: 5.609 Scheidsrechter: Yaşar Kemal Uğurlu |
| 3 juni 2022 18.15 (UTC+2) | Moukoko 17' Burkardt 31' (pen.) Krauß 76' Samardžić 90+3' | Verslag |           | Stadion an der Bremer Brücke, Osnabrück Toeschouwers: 5.609 Scheidsrechter: Yaşar Kemal Uğurlu |

|                           |                             |         |            |                                                                                   |
| 7 juni 2022 19.00 (UTC+3) | Israël                      | 2 – 0   | San Marino | HaMoshavastadion, Petach Tikwa Toeschouwers: 1.021 Scheidsrechter: Jamie Robinson |
| 7 juni 2022 19.00 (UTC+3) | Berkovich 2' Podgoreanu 14' | Verslag |            | HaMoshavastadion, Petach Tikwa Toeschouwers: 1.021 Scheidsrechter: Jamie Robinson |

|                           |         |         |                        |                                                                      |
| 7 juni 2022 19.00 (UTC+3) | Letland | 0 – 2   | Hongarije              | Skontostadion, Riga Toeschouwers: 283 Scheidsrechter: Miloš Bošković |
| 7 juni 2022 19.00 (UTC+3) |         | Verslag | 41', 54' (pen.) Németh | Skontostadion, Riga Toeschouwers: 283 Scheidsrechter: Miloš Bošković |

|                           |            |         |                  |                                                                              |
| 7 juni 2022 18.00 (UTC+2) | Polen      | 1 – 2   | Duitsland        | Stadion ŁKS, Łódź Toeschouwers: 11.732 Scheidsrechter: Manfredas Lukjančukas |
| 7 juni 2022 18.00 (UTC+2) | Białek 35' | Verslag | 25', 85' Moukoko | Stadion ŁKS, Łódź Toeschouwers: 11.732 Scheidsrechter: Manfredas Lukjančukas |

#### Groep C
| Pos | Team          | Wed | W | G | V | Ptn | DV | DT | +/− | Kwalificatie           |       |       |       |       |       |       |       |
| --- | ------------- | --- | - | - | - | --- | -- | -- | --- | ---------------------- | ----- | ----- | ----- | ----- | ----- | ----- | ----- |
| 1   | Spanje        | 8   | 8 | 0 | 0 | 24  | 37 | 5  | +32 | Deelname hoofdtoernooi |       |       | 3 – 2 | 3 – 0 | 8 – 0 | 7 – 1 | 4 – 1 |
| 2   | Slowakije     | 8   | 5 | 0 | 3 | 15  | 18 | 10 | +8  | Play-offs              |       | 2 – 3 |       | 2 – 1 | 3 – 1 | 4 – 0 | X     |
| 3   | Noord-Ierland | 8   | 2 | 1 | 5 | 7   | 8  | 18 | −10 |                        |       | 0 – 6 | 1 – 0 |       | 4 – 0 | 0 – 2 | X     |
| 4   | Litouwen      | 8   | 2 | 1 | 5 | 7   | 7  | 22 | −15 |                        | 0 – 2 | 0 – 2 | 1 – 1 |       | 2 – 1 | 0 – 3 |       |
| 5   | Malta         | 8   | 2 | 0 | 6 | 6   | 10 | 25 | −15 |                        | 0 – 5 | 1 – 3 | 4 – 1 | 1 – 3 |       | X     |       |
| 6   | Rusland       | 0   | 0 | 0 | 0 | 0   | 0  | 0  | 0   | Gediskwalificeerd      |       | 1 – 0 | 3 – 0 | 1 – 0 | X     | 6 – 0 |       |

1. ↑  Op 28 februari 2022 werden alle Russische nationale teams door de FIFA uit alle competities geschorst vanwege de Russische invasie van Oekraïne.[1] Op 2 mei 2022 werden de resultaten van Rusland door de UEFA ongeldig verklaard.[2]

|                                |                                                |         |               |                                                                              |
| 3 september 2021 16.30 (UTC+2) | Malta                                          | 4 – 1   | Noord-Ierland | Centenarystadion, Ta' Qali Toeschouwers: 184 Scheidsrechter: Milovan Milačić |
| 3 september 2021 16.30 (UTC+2) | Engerer 24' Veselji 36', 40' (pen.) Attard 84' | Verslag | 58' Lane      | Centenarystadion, Ta' Qali Toeschouwers: 184 Scheidsrechter: Milovan Milačić |

|                                |                                    |         |                      |                                                                             |
| 3 september 2021 17.30 (UTC+2) | Slowakije                          | 3 – 1   | Litouwen             | Štadión pod Zoborom, Nitra Toeschouwers: 757 Scheidsrechter: Kaspar Sjöberg |
| 3 september 2021 17.30 (UTC+2) | Kaprálik 24', 61' Trusa 79' (pen.) | Verslag | 56' (pen.) Dolznikov | Štadión pod Zoborom, Nitra Toeschouwers: 757 Scheidsrechter: Kaspar Sjöberg |

|                                |                             |                            |              |                                                                                                 |
| 3 september 2021 20.45 (UTC+2) | Spanje                      | Ongeldig verklaard (4 – 1) | Rusland      | Estadio Francisco de la Hera, Almendralejo Toeschouwers: 1.585 Scheidsrechter: Nathan Verboomen |
| 3 september 2021 20.45 (UTC+2) | Niño 13', 54' Pino 47', 86' | Verslag                    | 10' Agalarov | Estadio Francisco de la Hera, Almendralejo Toeschouwers: 1.585 Scheidsrechter: Nathan Verboomen |

|                                |          |         |                      |                                                                        |
| 7 september 2021 18.30 (UTC+3) | Litouwen | 0 – 2   | Spanje               | LFF-stadion, Vilnius Toeschouwers: 671 Scheidsrechter: Nejc Kajtazović |
| 7 september 2021 18.30 (UTC+3) |          | Verslag | 32' Francés 78' Pino | LFF-stadion, Vilnius Toeschouwers: 671 Scheidsrechter: Nejc Kajtazović |

|                                |                                                                  |                            |       |                                                                        |
| 7 september 2021 19.00 (UTC+3) | Rusland                                                          | Ongeldig verklaard (6 – 0) | Malta | Arena Chimki, Chimki Toeschouwers: 308 Scheidsrechter: Artjom Koetsjin |
| 7 september 2021 19.00 (UTC+3) | Chloesevitsj 6', 13' Agalarov 17', 74' Bozjenov 80' Kravtsov 86' | Verslag                    |       | Arena Chimki, Chimki Toeschouwers: 308 Scheidsrechter: Artjom Koetsjin |

|                                |                      |         |           |                                                                                        |
| 7 september 2021 19.30 (UTC+1) | Noord-Ierland        | 1 – 0   | Slowakije | Mourneview Park, Lurgan Toeschouwers: 397 Scheidsrechter: Vilhjálmur Alvar Þórarinsson |
| 7 september 2021 19.30 (UTC+1) | Galbraith 54' (pen.) | Verslag |           | Mourneview Park, Lurgan Toeschouwers: 397 Scheidsrechter: Vilhjálmur Alvar Þórarinsson |

|                              |                                     |         |                |                                                                       |
| 8 oktober 2021 18.30 (UTC+3) | Litouwen                            | 2 – 1   | Malta          | Alytusstadion, Alytus Toeschouwers: 211 Scheidsrechter: Marcel Bîrsan |
| 8 oktober 2021 18.30 (UTC+3) | Milašius 38' Kalinauskas 56' (pen.) | Verslag | 90+4' Sixsmith | Alytusstadion, Alytus Toeschouwers: 211 Scheidsrechter: Marcel Bîrsan |

|                              |             |                            |               |                                                                     |
| 8 oktober 2021 19.00 (UTC+3) | Rusland     | Ongeldig verklaard (1 – 0) | Noord-Ierland | Arena Chimki, Chimki Toeschouwers: 250 Scheidsrechter: Luka Bilbija |
| 8 oktober 2021 19.00 (UTC+3) | Prochin 16' | Verslag                    |               | Arena Chimki, Chimki Toeschouwers: 250 Scheidsrechter: Luka Bilbija |

|                              |                                                      |         |                      |                                                                                 |
| 8 oktober 2021 20.45 (UTC+2) | Spanje                                               | 3 – 2   | Slowakije            | Estadio de La Cartuja, Sevilla Toeschouwers: 4.200 Scheidsrechter: Kevin Clancy |
| 8 oktober 2021 20.45 (UTC+2) | Guillamón 58' S. Gómez 80' (pen.) Miranda 88' (pen.) | Verslag | 19' Bernát 71' Lichý | Estadio de La Cartuja, Sevilla Toeschouwers: 4.200 Scheidsrechter: Kevin Clancy |

|                               |                                                                 |         |       |                                                                              |
| 12 oktober 2021 16.30 (UTC+2) | Slowakije                                                       | 4 – 0   | Malta | Štadión pod Zoborom, Nitra Toeschouwers: 468 Scheidsrechter: Eldorjan Hamiti |
| 12 oktober 2021 16.30 (UTC+2) | Trusa 23', 81' (pen.) Kadák 36' C. Zammit Lonardelli 64' (e.d.) | Verslag |       | Štadión pod Zoborom, Nitra Toeschouwers: 468 Scheidsrechter: Eldorjan Hamiti |

|                               |          |                            |                                     |                                                                           |
| 12 oktober 2021 18.30 (UTC+3) | Litouwen | Ongeldig verklaard (0 – 3) | Rusland                             | Alytusstadion, Alytus Toeschouwers: 220 Scheidsrechter: Christopher Jäger |
| 12 oktober 2021 18.30 (UTC+3) |          | Verslag                    | 65', 71' Tjoekavin 68' (e.d.) Uzėla | Alytusstadion, Alytus Toeschouwers: 220 Scheidsrechter: Christopher Jäger |

|                               |                                   |         |               |                                                                                   |
| 12 oktober 2021 20.45 (UTC+2) | Spanje                            | 3 – 0   | Noord-Ierland | Estadio de La Cartuja, Sevilla Toeschouwers: 2.632 Scheidsrechter: Vitali Romanov |
| 12 oktober 2021 20.45 (UTC+2) | S. Gómez 26' (pen.), 32' Ruiz 56' | Verslag |               | Estadio de La Cartuja, Sevilla Toeschouwers: 2.632 Scheidsrechter: Vitali Romanov |

|                              |                                                      |         |          |                                                                               |
| 12 november 2021 14.00 (UTC) | Noord-Ierland                                        | 4 – 0   | Litouwen | The Showgrounds, Ballymena Toeschouwers: 324 Scheidsrechter: Joonas Jaanovits |
| 12 november 2021 14.00 (UTC) | McCalmont 8', 75' O'Neill 44' (pen.) Conn-Clarke 87' | Verslag |          | The Showgrounds, Ballymena Toeschouwers: 324 Scheidsrechter: Joonas Jaanovits |

|                                |                                               |                            |           |                                                                                  |
| 12 november 2021 20.00 (UTC+3) | Rusland                                       | Ongeldig verklaard (3 – 0) | Slowakije | Arena Chimki, Chimki Toeschouwers: 296 Scheidsrechter: Peter Kjærsgaard-Andersen |
| 12 november 2021 20.00 (UTC+3) | Chloesevitsj 34' Agalarov 45' Soelejmanov 82' | Verslag                    |           | Arena Chimki, Chimki Toeschouwers: 296 Scheidsrechter: Peter Kjærsgaard-Andersen |

|                                |       |         |                                                     |                                                                        |
| 12 november 2021 20.45 (UTC+1) | Malta | 0 – 5   | Spanje                                              | Centenarystadion, Ta' Qali Toeschouwers: 365 Scheidsrechter: Dario Bel |
| 12 november 2021 20.45 (UTC+1) |       | Verslag | 23' S. Gómez 25', 88' Ruiz 40' Guillamón 50' Lobete | Centenarystadion, Ta' Qali Toeschouwers: 365 Scheidsrechter: Dario Bel |

|                                |          |         |                        |                                                                        |
| 16 november 2021 18.30 (UTC+2) | Litouwen | 0 – 2   | Slowakije              | Alytusstadion, Alytus Toeschouwers: 172 Scheidsrechter: Haris Kaljanac |
| 16 november 2021 18.30 (UTC+2) |          | Verslag | 12' Trusa 55' Kaprálik | Alytusstadion, Alytus Toeschouwers: 172 Scheidsrechter: Haris Kaljanac |

|                                |               |                            |        |                                                                        |
| 16 november 2021 20.00 (UTC+3) | Rusland       | Ongeldig verklaard (1 – 0) | Spanje | Arena Chimki, Chimki Toeschouwers: 396 Scheidsrechter: Jochem Kamphuis |
| 16 november 2021 20.00 (UTC+3) | Tjoekavin 60' | Verslag                    |        | Arena Chimki, Chimki Toeschouwers: 396 Scheidsrechter: Jochem Kamphuis |

|                              |               |         |                         |                                                                                        |
| 16 november 2021 19.30 (UTC) | Noord-Ierland | 0 – 2   | Malta                   | Mourneview Park, Lurgan Toeschouwers: 347 Scheidsrechter: Kári Jóannesarson á Høvdanum |
| 16 november 2021 19.30 (UTC) | Hume 33'      | Verslag | 49' Grima 89' A. Zammit | Mourneview Park, Lurgan Toeschouwers: 347 Scheidsrechter: Kári Jóannesarson á Høvdanum |

|                             |         |             |         |                            |
| 25 maart 2022 15.00 (UTC+1) | Malta   | Geannuleerd | Rusland | Centenarystadion, Ta' Qali |
| 25 maart 2022 15.00 (UTC+1) | Verslag |             |         | Centenarystadion, Ta' Qali |

|                             |                            |         |               |                                                                               |
| 25 maart 2022 16.00 (UTC+1) | Slowakije                  | 2 – 1   | Noord-Ierland | Štadión pod Dubňom, Žilina Toeschouwers: 1.377 Scheidsrechter: Visar Kastrati |
| 25 maart 2022 16.00 (UTC+1) | Trusa 37' Kadák 86' (pen.) | Verslag | 61' Johnston  | Štadión pod Dubňom, Žilina Toeschouwers: 1.377 Scheidsrechter: Visar Kastrati |

|                             |                                                                                   |         |          |                                                                                        |
| 25 maart 2022 20.00 (UTC+1) | Spanje                                                                            | 8 – 0   | Litouwen | Estadio El Prado, Talavera de la Reina Toeschouwers: 3.700 Scheidsrechter: Joni Hyytiä |
| 25 maart 2022 20.00 (UTC+1) | Rodri 16', 37' S. Gómez 35' Gil 40' Ruiz 43' Sánchez 61' Baena 65' Turrientes 70' | Verslag |          | Estadio El Prado, Talavera de la Reina Toeschouwers: 3.700 Scheidsrechter: Joni Hyytiä |

|                             |               |             |         |                         |
| 29 maart 2022 14.00 (UTC+1) | Noord-Ierland | Geannuleerd | Rusland | Mourneview Park, Lurgan |
| 29 maart 2022 14.00 (UTC+1) | Verslag       |             |         | Mourneview Park, Lurgan |

|                             |               |         |                                                     |                                                                                |
| 29 maart 2022 16.00 (UTC+2) | Malta         | 1 – 3   | Litouwen                                            | Centenarystadion, Ta' Qali Toeschouwers: 142 Scheidsrechter: Þorvaldur Árnason |
| 29 maart 2022 16.00 (UTC+2) | J. Zammit 78' | Verslag | 64' (e.d.) Gauci 80' Dovydaitis 90+3' Steponavičius | Centenarystadion, Ta' Qali Toeschouwers: 142 Scheidsrechter: Þorvaldur Árnason |

|                             |                                |         |                                 |                                                                                  |
| 29 maart 2022 16.00 (UTC+2) | Slowakije                      | 2 – 3   | Spanje                          | Štadión pod Dubňom, Žilina Toeschouwers: 3.024 Scheidsrechter: Christopher Jäger |
| 29 maart 2022 16.00 (UTC+2) | Bernát 38' (pen.) Nebyla 90+1' | Verslag | 4' Gil 66' S. Gómez 81' Navarro | Štadión pod Dubňom, Žilina Toeschouwers: 3.024 Scheidsrechter: Christopher Jäger |

|                           |               |         |                                                             |                                                                              |
| 3 juni 2022 13.00 (UTC+1) | Noord-Ierland | 0 – 6   | Spanje                                                      | Inver Park, Larne Toeschouwers: 1.100 Scheidsrechter: Vitālijs Spasjoņņikovs |
| 3 juni 2022 13.00 (UTC+1) |               | Verslag | 22' Ruiz 50', 61' Gil 64' Miranda 76' Riquelme 87' V. Gómez | Inver Park, Larne Toeschouwers: 1.100 Scheidsrechter: Vitālijs Spasjoņņikovs |

|             |         |             |          |  |
| 3 juni 2022 | Rusland | Geannuleerd | Litouwen |  |
| 3 juni 2022 | Verslag |             |          |  |

|                           |                            |         |                                 |                                                                        |
| 3 juni 2022 18.30 (UTC+2) | Malta                      | 1 – 3   | Slowakije                       | Centenarystadion, Ta' Qali Toeschouwers: 218 Scheidsrechter: Snir Levy |
| 3 juni 2022 18.30 (UTC+2) | Attard 44' Garzia 83', 85' | Verslag | 45+3' Pokorný 90+2', 90+7' Iľko | Centenarystadion, Ta' Qali Toeschouwers: 218 Scheidsrechter: Snir Levy |

|                           |                  |         |               |                                                                         |
| 7 juni 2022 18.00 (UTC+3) | Litouwen         | 1 – 1   | Noord-Ierland | Alytusstadion, Alytus Toeschouwers: 374 Scheidsrechter: Nenad Minaković |
| 7 juni 2022 18.00 (UTC+3) | Tutyškinas 90+7' | Verslag | 17' Taylor    | Alytusstadion, Alytus Toeschouwers: 374 Scheidsrechter: Nenad Minaković |

|             |           |             |         |                  |
| 7 juni 2022 | Slowakije | Geannuleerd | Rusland | NTC Senec, Senec |
| 7 juni 2022 | Verslag   |             |         | NTC Senec, Senec |

|                           |                                                           |         |               |                                                                                  |
| 7 juni 2022 20.00 (UTC+2) | Spanje                                                    | 7 – 1   | Malta         | Estadio Álvarez Claro, Melilla Toeschouwers: 3.273 Scheidsrechter: Juri Frischer |
| 7 juni 2022 20.00 (UTC+2) | Navarro 8', 69' Ruiz 47', 64' Sánchez 55' Lobete 73', 78' | Verslag | 71' A. Zammit | Estadio Álvarez Claro, Melilla Toeschouwers: 3.273 Scheidsrechter: Juri Frischer |

#### Groep D
| Pos | Team          | Wed | W | G | V  | Ptn | DV | DT | +/− | Kwalificatie           |       |       |       |       |       |       |        |
| --- | ------------- | --- | - | - | -- | --- | -- | -- | --- | ---------------------- | ----- | ----- | ----- | ----- | ----- | ----- | ------ |
| 1   | Portugal      | 10  | 9 | 1 | 0  | 28  | 41 | 3  | +38 | Deelname hoofdtoernooi |       |       | 1 – 1 | 2 – 1 | 1 – 0 | 6 – 0 | 11 – 0 |
| 2   | IJsland       | 10  | 5 | 3 | 2  | 18  | 25 | 7  | +18 | Play-offs              |       | 0 – 1 |       | 1 – 1 | 3 – 1 | 5 – 0 | 9 – 0  |
| 3   | Griekenland   | 10  | 5 | 2 | 3  | 17  | 16 | 10 | +6  |                        |       | 0 – 4 | 1 – 0 |       | 2 – 0 | 0 – 0 | 4 – 0  |
| 4   | Wit-Rusland   | 10  | 4 | 0 | 6  | 12  | 16 | 15 | +1  |                        | 1 – 5 | 1 – 2 | 0 – 2 |       | 2 – 0 | 6 – 0 |        |
| 5   | Cyprus        | 10  | 3 | 2 | 5  | 11  | 16 | 16 | 0   |                        | 0 – 1 | 1 – 1 | 3 – 0 | 0 – 1 |       | 6 – 0 |        |
| 6   | Liechtenstein | 10  | 0 | 0 | 10 | 0   | 0  | 63 | −63 |                        | 0 – 9 | 0 – 3 | 0 – 5 | 0 – 4 | 0 – 6 |       |        |

|                             |             |       |        |                                                                                     |
| 25 maart 2021 16.30 (UTC+2) | Griekenland | 0 – 0 | Cyprus | Apostolos Nikolaidisstadion, Athene Toeschouwers: 0 Scheidsrechter: Allard Lindhout |
| 25 maart 2021 16.30 (UTC+2) | Verslag     |       |        | Apostolos Nikolaidisstadion, Athene Toeschouwers: 0 Scheidsrechter: Allard Lindhout |

|                           |               |         |                                                                        |                                                                                   |
| 5 juni 2021 17.00 (UTC+2) | Liechtenstein | 0 – 5   | Griekenland                                                            | Sportpark Eschen/Mauren, Eschen Toeschouwers: 39 Scheidsrechter: Viktor Kopiëvski |
| 5 juni 2021 17.00 (UTC+2) |               | Verslag | 39' G. Christopoulos 55' Macheras 61' Botos 65' Zagaritis 73' Sardelis | Sportpark Eschen/Mauren, Eschen Toeschouwers: 39 Scheidsrechter: Viktor Kopiëvski |

|                                |               |         |                     |                                                                      |
| 2 september 2021 17.00 (UTC+3) | Wit-Rusland   | 1 – 2   | IJsland             | OSK Brestsky, Brest Toeschouwers: 3.260 Scheidsrechter: Juxhin Xhaja |
| 2 september 2021 17.00 (UTC+3) | Sjestjoek 71' | Verslag | 20', 54' Haraldsson | OSK Brestsky, Brest Toeschouwers: 3.260 Scheidsrechter: Juxhin Xhaja |

|                                |               |         |                                                                                         |                                                                                  |
| 3 september 2021 18.00 (UTC+2) | Liechtenstein | 0 – 6   | Cyprus                                                                                  | Sportpark Eschen/Mauren, Eschen Toeschouwers: 70 Scheidsrechter: Laurent Kopriwa |
| 3 september 2021 18.00 (UTC+2) |               | Verslag | 12' (pen.) Sotiriou 22' Kakoullis 36' Kosti 53' Paroutis 61' Charalambous 89' Kyprianou | Sportpark Eschen/Mauren, Eschen Toeschouwers: 70 Scheidsrechter: Laurent Kopriwa |

|                                |                   |         |             |                                                                                         |
| 6 september 2021 19.00 (UTC+1) | Portugal          | 1 – 0   | Wit-Rusland | Estádio José Gomes, Amadora Toeschouwers: 809 Scheidsrechter: Christian-Petru Ciochirca |
| 6 september 2021 19.00 (UTC+1) | Vieira 32' (pen.) | Verslag |             | Estádio José Gomes, Amadora Toeschouwers: 809 Scheidsrechter: Christian-Petru Ciochirca |

|                                |                                                                         |         |               |                                                                                           |
| 7 september 2021 18.00 (UTC+3) | Cyprus                                                                  | 6 – 0   | Liechtenstein | AEK Arena - Georgios Karapatakis, Larnaca Toeschouwers: 161 Scheidsrechter: Luís Teixeira |
| 7 september 2021 18.00 (UTC+3) | Sotiriou 31' Kosti 33' Kakoullis 38', 41' (pen.) Gerolemou 46' Ilia 63' | Verslag |               | AEK Arena - Georgios Karapatakis, Larnaca Toeschouwers: 161 Scheidsrechter: Luís Teixeira |

|                              |               |         |                 |                                                                          |
| 7 september 2021 17.00 (UTC) | IJsland       | 1 – 1   | Griekenland     | Víkingsvöllur, Reykjavik Toeschouwers: 435 Scheidsrechter: Gal Leibovitz |
| 7 september 2021 17.00 (UTC) | Þórðarson 37' | Verslag | 45+1' Ioannidis | Víkingsvöllur, Reykjavik Toeschouwers: 435 Scheidsrechter: Gal Leibovitz |

|                              | |         |               |                                                                                         |
| 7 oktober 2021 19.15 (UTC+1) | Portugal | 11 – 0  | Liechtenstein | Estádio do FC Vizela, Vizela Toeschouwers: 5.239 Scheidsrechter: Vitālijs Spasjoņņikovs |
| 7 oktober 2021 19.15 (UTC+1) | Nuno Tavares 5' Almeida 8' Ramos 12', 19', 25', 39' Silva 13', 44' Vieira 37' (pen.) Tomás 63' Conceição 76' | Verslag |               | Estádio do FC Vizela, Vizela Toeschouwers: 5.239 Scheidsrechter: Vitālijs Spasjoņņikovs |

|                              |             |         |                            |                                                                              |
| 8 oktober 2021 19.00 (UTC+3) | Wit-Rusland | 0 – 2   | Griekenland                | Torpedostadion, Zjodzina Toeschouwers: 320 Scheidsrechter: Mohammad Al-Emara |
| 8 oktober 2021 19.00 (UTC+3) |             | Verslag | 27' Diamantis 84' Sardelis | Torpedostadion, Zjodzina Toeschouwers: 320 Scheidsrechter: Mohammad Al-Emara |

|                             |         |         |            |                                                                               |
| 12 oktober 2021 15.00 (UTC) | IJsland | 0 – 1   | Portugal   | Víkingsvöllur, Reykjavik Toeschouwers: 502 Scheidsrechter: Robert Ian Jenkins |
| 12 oktober 2021 15.00 (UTC) |         | Verslag | 55' Vieira | Víkingsvöllur, Reykjavik Toeschouwers: 502 Scheidsrechter: Robert Ian Jenkins |

|                               |                                                                                |         |               |                                                                            |
| 12 oktober 2021 19.00 (UTC+3) | Wit-Rusland                                                                    | 6 – 0   | Liechtenstein | Borisov Arena, Borisov Toeschouwers: 50 Scheidsrechter: Yasar Kemal Ugurlu |
| 12 oktober 2021 19.00 (UTC+3) | Marozaoe 15', 49', 59' Oresjkevitsj 29' (pen.) Sjestjoek 45+1' Nikiforenko 68' | Verslag |               | Borisov Arena, Borisov Toeschouwers: 50 Scheidsrechter: Yasar Kemal Ugurlu |

|                                |                                      |         |             |                                                                                                |
| 12 november 2021 16.00 (UTC+2) | Griekenland                          | 2 – 0   | Wit-Rusland | Theodoros Kolokotronisstadion, Tripolis Toeschouwers: 660 Scheidsrechter: Irakli Kvirikasjvili |
| 12 november 2021 16.00 (UTC+2) | Sourlis 16' Soepranovitsj 53' (e.d.) | Verslag |             | Theodoros Kolokotronisstadion, Tripolis Toeschouwers: 660 Scheidsrechter: Irakli Kvirikasjvili |

|                                |               |         |                                                |                                                                               |
| 12 november 2021 15.00 (UTC+1) | Liechtenstein | 0 – 3   | IJsland                                        | Sportpark Eschen/Mauren, Eschen Toeschouwers: 100 Scheidsrechter: Joni Hyytiä |
| 12 november 2021 15.00 (UTC+1) |               | Verslag | 15' K. Hlynsson 25' Á. Hlynsson 31' Willumsson | Sportpark Eschen/Mauren, Eschen Toeschouwers: 100 Scheidsrechter: Joni Hyytiä |

|                                |        |         |           |                                                                                        |
| 12 november 2021 18.00 (UTC+2) | Cyprus | 0 – 1   | Portugal  | Antonis Papadopoulosstadion, Larnaca Toeschouwers: 224 Scheidsrechter: Jérémie Pignard |
| 12 november 2021 18.00 (UTC+2) |        | Verslag | 15' Ramos | Antonis Papadopoulosstadion, Larnaca Toeschouwers: 224 Scheidsrechter: Jérémie Pignard |

|                                |                                               |         |         |                                                                                         |
| 16 november 2021 16.00 (UTC+2) | Griekenland                                   | 1 – 0   | IJsland | Theodoros Kolokotronisstadion, Tripolis Toeschouwers: 450 Scheidsrechter: Alain Durieux |
| 16 november 2021 16.00 (UTC+2) | Michailidis 37' (pen.) Kanellopoulos 18', 46' | Verslag |         | Theodoros Kolokotronisstadion, Tripolis Toeschouwers: 450 Scheidsrechter: Alain Durieux |

|                                |               |         |                                                 |                                                                                       |
| 16 november 2021 15.00 (UTC+1) | Liechtenstein | 0 – 4   | Wit-Rusland                                     | Sportpark Eschen/Mauren, Eschen Toeschouwers: 68 Scheidsrechter: Ashot Gchaltachtsjan |
| 16 november 2021 15.00 (UTC+1) |               | Verslag | 10', 44' Latychov 46' Lozjkin 90+3' Nikiforenko | Sportpark Eschen/Mauren, Eschen Toeschouwers: 68 Scheidsrechter: Ashot Gchaltachtsjan |

|                              |                                                        |         |        |                                                                                   |
| 16 november 2021 19.15 (UTC) | Portugal                                               | 6 – 0   | Cyprus | Estádio de São Luís, Faro Toeschouwers: 3.107 Scheidsrechter: Kristoffer Karlsson |
| 16 november 2021 19.15 (UTC) | Ramos 6', 53', 61' Inácio 21' Vieira 51' H. Araújo 71' | Verslag |        | Estádio de São Luís, Faro Toeschouwers: 3.107 Scheidsrechter: Kristoffer Karlsson |

|                             |                                            |         |               |                                                                                        |
| 25 maart 2022 19.00 (UTC+2) | Griekenland                                | 4 – 0   | Liechtenstein | Theodoros Kolokotronisstadion, Tripolis Toeschouwers: 405 Scheidsrechter: Rauf Jabarov |
| 25 maart 2022 19.00 (UTC+2) | Michelis 21' Kosidis 27' Tzolis 38', 90+5' | Verslag |               | Theodoros Kolokotronisstadion, Tripolis Toeschouwers: 405 Scheidsrechter: Rauf Jabarov |

|                           |           |         |                |                                                                                             |
| 25 maart 2022 20.15 (UTC) | Portugal  | 1 – 1   | IJsland        | Estádio Municipal de Portimão, Portimão Toeschouwers: 4.094 Scheidsrechter: Miloš Milanović |
| 25 maart 2022 20.15 (UTC) | Ramos 34' | Verslag | 17' Willumsson | Estádio Municipal de Portimão, Portimão Toeschouwers: 4.094 Scheidsrechter: Miloš Milanović |

|                             |                |         |             |                                                                         |
| 26 maart 2022 16.00 (UTC+2) | Cyprus         | 0 – 1   | Wit-Rusland | Dasakistadion, Achna Toeschouwers: 250 Scheidsrechter: Joonas Jaanovits |
| 26 maart 2022 16.00 (UTC+2) | Mamas 48', 59' | Verslag | 32' Vegerja | Dasakistadion, Achna Toeschouwers: 250 Scheidsrechter: Joonas Jaanovits |

|                             |               |         |                   |                                                                      |
| 29 maart 2022 16.00 (UTC+3) | Cyprus        | 1 – 1   | IJsland           | Dasakistadion, Achna Toeschouwers: 75 Scheidsrechter: Georgi Davidov |
| 29 maart 2022 16.00 (UTC+3) | Gerolemou 27' | Verslag | 90+4' K. Hlynsson | Dasakistadion, Achna Toeschouwers: 75 Scheidsrechter: Georgi Davidov |

|                             |             |         |                                                          |                                                                                           |
| 29 maart 2022 19.00 (UTC+3) | Griekenland | 0 – 4   | Portugal                                                 | Theodoros Kolokotronisstadion, Tripolis Toeschouwers: 1.620 Scheidsrechter: Fabio Maresca |
| 29 maart 2022 19.00 (UTC+3) |             | Verslag | 12' Carvalho 32' (pen.) Vieira 45+1' Silva 82' H. Araújo | Theodoros Kolokotronisstadion, Tripolis Toeschouwers: 1.620 Scheidsrechter: Fabio Maresca |

|                           |                             |         |        | |
| 1 juni 2022 17.00 (UTC+4) | Wit-Rusland                 | 2 – 0   | Cyprus | Armeense Voetbalacademie, Jerevan (Armenië) Toeschouwers: 0 Scheidsrechter: Jakob Alexander Sundberg |
| 1 juni 2022 17.00 (UTC+4) | Davyskiba 59' Lozjkin 90+2' | Verslag |        | Armeense Voetbalacademie, Jerevan (Armenië) Toeschouwers: 0 Scheidsrechter: Jakob Alexander Sundberg |

|                         |                                                                                                   |         |               |                                                                            |
| 3 juni 2022 17.00 (UTC) | IJsland                                                                                           | 9 – 0   | Liechtenstein | Víkingsvöllur, Reykjavik Toeschouwers: 240 Scheidsrechter: Ishmael Barbara |
| 3 juni 2022 17.00 (UTC) | K. Hlynsson 3', 29' (pen.) Bjarkason 5', 82' Ingason 10' Þórvaldsson 19', 33' Willumsson 35', 37' | Verslag |               | Víkingsvöllur, Reykjavik Toeschouwers: 240 Scheidsrechter: Ishmael Barbara |

|                           |                  |         |                                                         |                                                                                          |
| 4 juni 2022 17.00 (UTC+4) | Wit-Rusland      | 1 – 5   | Portugal                                                | Armeense Voetbalacademie, Jerevan (Armenië) Toeschouwers: 0 Scheidsrechter: Ondřej Berka |
| 4 juni 2022 17.00 (UTC+4) | Vasiljevitsj 90' | Verslag | 33', 56' Vieira 50' Ramos 80' Ferreira 90+4' João Mário | Armeense Voetbalacademie, Jerevan (Armenië) Toeschouwers: 0 Scheidsrechter: Ondřej Berka |

|                           |                                                      |         |             |                                                                          |
| 6 juni 2022 19.30 (UTC+3) | Cyprus                                               | 3 – 0   | Griekenland | Dasakistadion, Achna Toeschouwers: 257 Scheidsrechter: Alexandre Boucaut |
| 6 juni 2022 19.30 (UTC+3) | Katsantonis 27' (pen.) Nikolaou 73' Naoum 83' (pen.) | Verslag |             | Dasakistadion, Achna Toeschouwers: 257 Scheidsrechter: Alexandre Boucaut |

|                           |               |         |                                                                                        |                                                                          |
| 7 juni 2022 20.45 (UTC+2) | Liechtenstein | 0 – 9   | Portugal                                                                               | Rheinparkstadion, Vaduz Toeschouwers: 784 Scheidsrechter: Denys Sjoerman |
| 7 juni 2022 20.45 (UTC+2) |               | Verslag | 3', 27', 57' Silva 43' Bernardo 45', 65' Oliveira 78' Carvalho 83' H. Araújo 90' Ramos | Rheinparkstadion, Vaduz Toeschouwers: 784 Scheidsrechter: Denys Sjoerman |

|                         |                                          |         |               |                                                                                |
| 8 juni 2022 18.00 (UTC) | IJsland                                  | 3 – 1   | Wit-Rusland   | Víkingsvöllur, Reykjavik Toeschouwers: 332 Scheidsrechter: Sander van der Eijk |
| 8 juni 2022 18.00 (UTC) | K. Hlynsson 15' Ingason 44' Andrason 82' | Verslag | 48' Zinovitsj | Víkingsvöllur, Reykjavik Toeschouwers: 332 Scheidsrechter: Sander van der Eijk |

|                          |                                                                       |         |        |                                                                               |
| 11 juni 2022 19.15 (UTC) | IJsland                                                               | 5 – 0   | Cyprus | Víkingsvöllur, Reykjavik Toeschouwers: 895 Scheidsrechter: Damian Sylwestrzak |
| 11 juni 2022 19.15 (UTC) | Ingason 11', 57' Karamanolis 33' (e.d.) Magnússon 65' K. Hlynsson 90' | Verslag |        | Víkingsvöllur, Reykjavik Toeschouwers: 895 Scheidsrechter: Damian Sylwestrzak |

|                            |                        |         |                |                                                                                       |
| 11 juni 2022 20.15 (UTC+1) | Portugal               | 2 – 1   | Griekenland    | Estádio Cidade de Barcelos, Barcelos Toeschouwers: 11.523 Scheidsrechter: David Coote |
| 11 juni 2022 20.15 (UTC+1) | Bernardo 48' Ramos 56' | Verslag | 90+1' Koutsias | Estádio Cidade de Barcelos, Barcelos Toeschouwers: 11.523 Scheidsrechter: David Coote |

#### Groep E
| Pos | Team        | Wed | W | G | V | Ptn | DV | DT | +/− | Kwalificatie           |       |       |       |       |       |       |       |
| --- | ----------- | --- | - | - | - | --- | -- | -- | --- | ---------------------- | ----- | ----- | ----- | ----- | ----- | ----- | ----- |
| 1   | Nederland   | 10  | 8 | 2 | 0 | 26  | 32 | 3  | +29 | Deelname hoofdtoernooi |       |       | 2 – 0 | 3 – 0 | 5 – 0 | 3 – 1 | 6 – 0 |
| 2   | Zwitserland | 10  | 7 | 2 | 1 | 23  | 22 | 6  | +16 | Deelname hoofdtoernooi |       | 2 – 2 |       | 3 – 0 | 5 – 1 | 1 – 0 | 4 – 0 |
| 3   | Moldavië    | 10  | 3 | 3 | 4 | 12  | 7  | 12 | −5  |                        |       | 0 – 3 | 1 – 1 |       | 1 – 0 | 0 – 2 | 1 – 0 |
| 4   | Wales       | 10  | 3 | 2 | 5 | 11  | 15 | 14 | +1  |                        | 0 – 1 | 0 – 1 | 0 – 0 |       | 1 – 1 | 2 – 0 |       |
| 5   | Bulgarije   | 10  | 2 | 4 | 4 | 10  | 10 | 11 | −1  |                        | 0 – 0 | 0 – 1 | 0 – 0 | 0 – 4 |       | 5 – 0 |       |
| 6   | Gibraltar   | 10  | 0 | 1 | 9 | 1   | 1  | 41 | −40 |                        | 0 – 7 | 0 – 4 | 0 – 4 | 0 – 7 | 1 – 1 |       |       |

|                           |                 |         |          |                                                                                |
| 4 juni 2021 19.30 (UTC+1) | Wales           | 0 – 0   | Moldavië | Stebonheath Park, Llanelli Toeschouwers: 0 Scheidsrechter: Matthew De Gabriele |
| 4 juni 2021 19.30 (UTC+1) | Spence 16', 72' | Verslag |          | Stebonheath Park, Llanelli Toeschouwers: 0 Scheidsrechter: Matthew De Gabriele |

|                                |          |         |                         |                                                                          |
| 3 september 2021 20.00 (UTC+3) | Moldavië | 0 – 2   | Bulgarije               | Stadionul Zimbru, Chisinau Toeschouwers: 350 Scheidsrechter: Enea Jorgji |
| 3 september 2021 20.00 (UTC+3) |          | Verslag | 52' Mintsjev 75' Mitkov | Stadionul Zimbru, Chisinau Toeschouwers: 350 Scheidsrechter: Enea Jorgji |

|                                |                                                  |         |           |                                                                          |
| 3 september 2021 19.00 (UTC+2) | Zwitserland                                      | 4 – 0   | Gibraltar | Stade de Tourbillon, Sion Toeschouwers: 750 Scheidsrechter: Rauf Jabarov |
| 3 september 2021 19.00 (UTC+2) | Jankewitz 4' Kronig 25' Mambimbi 36' Amdouni 78' | Verslag |           | Stade de Tourbillon, Sion Toeschouwers: 750 Scheidsrechter: Rauf Jabarov |

|                                |           |         |                                    |                                                                       |
| 7 september 2021 18.30 (UTC+3) | Bulgarije | 0 – 4   | Wales                              | Slaviastadion, Sofia Toeschouwers: 400 Scheidsrechter: Visar Kastrati |
| 7 september 2021 18.30 (UTC+3) |           | Verslag | 27', 50', 73' Vale 42' Sass-Davies | Slaviastadion, Sofia Toeschouwers: 400 Scheidsrechter: Visar Kastrati |

|                                |           |         |                                           |                                                                            |
| 7 september 2021 18.00 (UTC+2) | Gibraltar | 0 – 4   | Zwitserland                               | Victoriastadion, Gibraltar Toeschouwers: 311 Scheidsrechter: Michal Očenáš |
| 7 september 2021 18.00 (UTC+2) |           | Verslag | 24' Barès 44' Mambimbi 86', 90+4' Amdouni | Victoriastadion, Gibraltar Toeschouwers: 311 Scheidsrechter: Michal Očenáš |

|                                |                                           |         |          |                                                                                  |
| 7 september 2021 18.45 (UTC+2) | Nederland                                 | 3 – 0   | Moldavië | De Adelaarshorst, Deventer Toeschouwers: 1.780 Scheidsrechter: Emmanouil Skoulas |
| 7 september 2021 18.45 (UTC+2) | Zirkzee 30' Ekkelenkamp 45+1' Brobbey 54' | Verslag |          | De Adelaarshorst, Deventer Toeschouwers: 1.780 Scheidsrechter: Emmanouil Skoulas |

|                              |             |         |       |                                                                    |
| 8 oktober 2021 18.00 (UTC+3) | Moldavië    | 1 – 0   | Wales | CSR Orhei, Orhei Toeschouwers: 220 Scheidsrechter: Milovan Milačić |
| 8 oktober 2021 18.00 (UTC+3) | Ieşeanu 21' | Verslag |       | CSR Orhei, Orhei Toeschouwers: 220 Scheidsrechter: Milovan Milačić |

|                              |                                                               |         |                   |                                                                         |
| 8 oktober 2021 18.30 (UTC+3) | Bulgarije                                                     | 5 – 0   | Gibraltar         | Slaviastadion, Sofia Toeschouwers: 45 Scheidsrechter: Aleksej Matjoenin |
| 8 oktober 2021 18.30 (UTC+3) | Vl. Nikolov 6', 25' (pen.), 27' M. D. Petkov 35' Stojanov 63' | Verslag | 53', 53' Montovio | Slaviastadion, Sofia Toeschouwers: 45 Scheidsrechter: Aleksej Matjoenin |

|                              |                 |         |                  |                                                                                  |
| 8 oktober 2021 19.00 (UTC+2) | Zwitserland     | 2 – 2   | Nederland        | Stade de la Tuilière, Lausanne Toeschouwers: 7.057 Scheidsrechter: Novak Simović |
| 8 oktober 2021 19.00 (UTC+2) | Okafor 28', 49' | Verslag | 62', 69' Zirkzee | Stade de la Tuilière, Lausanne Toeschouwers: 7.057 Scheidsrechter: Novak Simović |

|                               |           |         |             |                                                                   |
| 12 oktober 2021 18.00 (UTC+3) | Bulgarije | 0 – 1   | Zwitserland | Slaviastadion, Sofia Toeschouwers: 93 Scheidsrechter: Lazar Lukić |
| 12 oktober 2021 18.00 (UTC+3) |           | Verslag | 45' Imeri   | Slaviastadion, Sofia Toeschouwers: 93 Scheidsrechter: Lazar Lukić |

|                               |           |         |           |                                                                            |
| 12 oktober 2021 19.00 (UTC+3) | Moldavië  | 1 – 0   | Gibraltar | Stadionul Zimbru, Chisinau Toeschouwers: 123 Scheidsrechter: Daniyar Sakhi |
| 12 oktober 2021 19.00 (UTC+3) | Gliga 83' | Verslag |           | Stadionul Zimbru, Chisinau Toeschouwers: 123 Scheidsrechter: Daniyar Sakhi |

|                               |                                                             |         |       |                                                                              |
| 12 oktober 2021 20.00 (UTC+2) | Nederland                                                   | 5 – 0   | Wales | Goffertstadion, Nijmegen Toeschouwers: 3.082 Scheidsrechter: Philip Farrugia |
| 12 oktober 2021 20.00 (UTC+2) | Ekkelenkamp 7', 53' Botman 35' Stevens 48' (e.d.) Redan 50' | Verslag |       | Goffertstadion, Nijmegen Toeschouwers: 3.082 Scheidsrechter: Philip Farrugia |

|                                |                                  |         |          |                                                                           |
| 12 november 2021 18.30 (UTC+1) | Zwitserland                      | 3 – 0   | Moldavië | Stockhorn Arena, Thun Toeschouwers: 1.448 Scheidsrechter: Jonathan Lardot |
| 12 november 2021 18.30 (UTC+1) | Amdouni 67' Husić 76' Rieder 86' | Verslag |          | Stockhorn Arena, Thun Toeschouwers: 1.448 Scheidsrechter: Jonathan Lardot |

|                                |                                     |         |              |                                                                             |
| 12 november 2021 18.45 (UTC+1) | Nederland                           | 3 – 1   | Bulgarije    | Yanmar Stadion, Almere Toeschouwers: 2.200 Scheidsrechter: Sascha Stegemann |
| 12 november 2021 18.45 (UTC+1) | Maatsen 38' Zirkzee 46', 90' (pen.) | Verslag | 19' Mintsjev | Yanmar Stadion, Almere Toeschouwers: 2.200 Scheidsrechter: Sascha Stegemann |

|                                |           |         |                                                                                |                                                                                     |
| 12 november 2021 19.00 (UTC+1) | Gibraltar | 0 – 7   | Wales                                                                          | Victoriastadion, Gibraltar Toeschouwers: 334 Scheidsrechter: Marian Alexandru Barbu |
| 12 november 2021 19.00 (UTC+1) |           | Verslag | 13' Beck 16' (pen.), 51' Adams 33' Jephcott 71' Williams 84' Taylor 88' Astley | Victoriastadion, Gibraltar Toeschouwers: 334 Scheidsrechter: Marian Alexandru Barbu |

|                                |           |         |                                                                                   |                                                                                    |
| 15 november 2021 14.00 (UTC+1) | Gibraltar | 0 – 7   | Nederland                                                                         | Victoriastadion, Gibraltar Toeschouwers: 550 Scheidsrechter: Helgi Mikael Jónasson |
| 15 november 2021 14.00 (UTC+1) |           | Verslag | 16' Summerville 20' Hoever 48' Brobbey 53', 56' Zirkzee 68' Ekkelenkamp 81' Redan | Victoriastadion, Gibraltar Toeschouwers: 550 Scheidsrechter: Helgi Mikael Jónasson |

|                                |           |         |                  |                                                                      |
| 16 november 2021 18.30 (UTC+2) | Bulgarije | 0 – 0   | Moldavië         | Slaviastadion, Sofia Toeschouwers: 42 Scheidsrechter: Petri Viljanen |
| 16 november 2021 18.30 (UTC+2) |           | Verslag | 34', 43' Ieșeanu | Slaviastadion, Sofia Toeschouwers: 42 Scheidsrechter: Petri Viljanen |

|                              |       |         |              |                                                                                |
| 16 november 2021 18.00 (UTC) | Wales | 0 – 1   | Zwitserland  | Rodney Parade, Newport Toeschouwers: 237 Scheidsrechter: Manfredas Lukjančukas |
| 16 november 2021 18.00 (UTC) |       | Verslag | 53' Mambimbi | Rodney Parade, Newport Toeschouwers: 237 Scheidsrechter: Manfredas Lukjančukas |

|                             |           |       |           |                                                                     |
| 25 maart 2022 19.45 (UTC+2) | Bulgarije | 0 – 0 | Nederland | Slaviastadion, Sofia Toeschouwers: 332 Scheidsrechter: Sandi Putros |
| 25 maart 2022 19.45 (UTC+2) | Verslag   |       |           | Slaviastadion, Sofia Toeschouwers: 332 Scheidsrechter: Sandi Putros |

|                             |                                              |         |           |                                                                                  |
| 25 maart 2022 19.00 (UTC+1) | Zwitserland                                  | 5 – 1   | Wales     | Stade de la Tuilière, Lausanne Toeschouwers: 6.618 Scheidsrechter: Ferenc Karakó |
| 25 maart 2022 19.00 (UTC+1) | Mambimbi 12' Ndoye 15', 47' Amdouni 20', 50' | Verslag | 46' Adams | Stade de la Tuilière, Lausanne Toeschouwers: 6.618 Scheidsrechter: Ferenc Karakó |

|                             |           |         |                                         |                                                                                       |
| 29 maart 2022 13.00 (UTC+2) | Gibraltar | 0 – 4   | Moldavië                                | Victoriastadion, Gibraltar Toeschouwers: 1.278 Scheidsrechter: Vitālijs Spasjoņņikovs |
| 29 maart 2022 13.00 (UTC+2) |           | Verslag | 21', 72' Blănuță 61' Iovu 63' Namolovan | Victoriastadion, Gibraltar Toeschouwers: 1.278 Scheidsrechter: Vitālijs Spasjoņņikovs |

|                             |             |         |                 |                                                                     |
| 29 maart 2022 15.00 (UTC+1) | Wales       | 1 – 1   | Bulgarije       | Rodney Parade, Newport Toeschouwers: 210 Scheidsrechter: Pavel Orel |
| 29 maart 2022 15.00 (UTC+1) | Pearson 63' | Verslag | 61' Vl. Nikolov | Rodney Parade, Newport Toeschouwers: 210 Scheidsrechter: Pavel Orel |

|                             |                                 |         |             |                                                                            |
| 29 maart 2022 18.45 (UTC+2) | Nederland                       | 2 – 0   | Zwitserland | De Adelaarshorst, Deventer Toeschouwers: 4.200 Scheidsrechter: Rohit Saggi |
| 29 maart 2022 18.45 (UTC+2) | Burger 13', 58' Tavşan 76', 78' | Verslag |             | De Adelaarshorst, Deventer Toeschouwers: 4.200 Scheidsrechter: Rohit Saggi |

|                           |          |         |                            |                                                                           |
| 3 juni 2022 19.45 (UTC+3) | Moldavië | 0 – 3   | Nederland                  | Stadionul Zimbru, Chisinau Toeschouwers: 795 Scheidsrechter: Juxhin Xhaja |
| 3 juni 2022 19.45 (UTC+3) |          | Verslag | 2' Timber 17', 58' Brobbey | Stadionul Zimbru, Chisinau Toeschouwers: 795 Scheidsrechter: Juxhin Xhaja |

|                           |             |         |           |                                                                                           |
| 4 juni 2022 19.00 (UTC+2) | Zwitserland | 1 – 0   | Bulgarije | Stadio di Cornaredo, Lugano Toeschouwers: 1.125 Scheidsrechter: Gustavo Fernandes Correia |
| 4 juni 2022 19.00 (UTC+2) | Rieder 56'  | Verslag |           | Stadio di Cornaredo, Lugano Toeschouwers: 1.125 Scheidsrechter: Gustavo Fernandes Correia |

|                           |                                                                          |         |           |                                                                         |
| 7 juni 2022 20.00 (UTC+2) | Nederland                                                                | 6 – 0   | Gibraltar | Yanmar Stadion, Almere Toeschouwers: 1.750 Scheidsrechter: Jan Machálek |
| 7 juni 2022 20.00 (UTC+2) | Van Kaam 46' Redan 60' Van den Berg 67' Boadu 68' Brobbey 74' Tavşan 89' | Verslag |           | Yanmar Stadion, Almere Toeschouwers: 1.750 Scheidsrechter: Jan Machálek |

|                           |             |         |                 |                                                                           |
| 8 juni 2022 19.00 (UTC+3) | Moldavië    | 1 – 1   | Zwitserland     | Stadionul Zimbru, Chisinau Toeschouwers: 738 Scheidsrechter: Kevin Clancy |
| 8 juni 2022 19.00 (UTC+3) | Blănuță 75' | Verslag | 5' (pen.) Imeri | Stadionul Zimbru, Chisinau Toeschouwers: 738 Scheidsrechter: Kevin Clancy |

|                            |       |         |                |                                                                         |
| 11 juni 2022 17.00 (UTC+1) | Wales | 0 – 1   | Nederland      | Parc y Scarlets, Llanelli Toeschouwers: 161 Scheidsrechter: David Šmajc |
| 11 juni 2022 17.00 (UTC+1) |       | Verslag | 86' Geertruida | Parc y Scarlets, Llanelli Toeschouwers: 161 Scheidsrechter: David Šmajc |

|                            |                    |         |                              |                                                                               |
| 11 juni 2022 20.00 (UTC+2) | Gibraltar          | 1 – 1   | Bulgarije                    | Victoriastadion, Gibraltar Toeschouwers: 480 Scheidsrechter: Alessandro Dudic |
| 11 juni 2022 20.00 (UTC+2) | Peacock 83' (pen.) | Verslag | 57' Vl. Nikolov 81' Tsjernev | Victoriastadion, Gibraltar Toeschouwers: 480 Scheidsrechter: Alessandro Dudic |

|                            |                     |         |           |                                                                                    |
| 14 juni 2022 13.00 (UTC+1) | Wales               | 2 – 0   | Gibraltar | Parc y Scarlets, Llanelli Toeschouwers: 250 Scheidsrechter: Chrysovalantis Theouli |
| 14 juni 2022 13.00 (UTC+1) | King 1' Hammond 53' | Verslag |           | Parc y Scarlets, Llanelli Toeschouwers: 250 Scheidsrechter: Chrysovalantis Theouli |

#### Groep F
| Pos | Team                  | Wed | W | G | V | Ptn | DV | DT | +/− | Kwalificatie           |       |       |       |       |       |       |       |
| --- | --------------------- | --- | - | - | - | --- | -- | -- | --- | ---------------------- | ----- | ----- | ----- | ----- | ----- | ----- | ----- |
| 1   | Italië                | 10  | 7 | 3 | 0 | 24  | 19 | 5  | +14 | Deelname hoofdtoernooi |       |       | 4 – 1 | 1 – 1 | 1 – 0 | 1 – 0 | 3 – 0 |
| 2   | Ierland               | 10  | 6 | 1 | 3 | 19  | 16 | 10 | +6  | Play-offs              |       | 0 – 2 |       | 1 – 0 | 3 – 0 | 3 – 1 | 2 – 0 |
| 3   | Zweden                | 10  | 5 | 3 | 2 | 18  | 22 | 8  | +14 |                        |       | 1 – 1 | 0 – 2 |       | 4 – 0 | 3 – 1 | 6 – 0 |
| 4   | Bosnië en Herzegovina | 10  | 3 | 2 | 5 | 11  | 9  | 16 | −7  |                        | 1 – 2 | 0 – 2 | 1 – 1 |       | 2 – 1 | 1 – 0 |       |
| 5   | Montenegro            | 10  | 3 | 2 | 5 | 11  | 14 | 17 | −3  |                        | 1 – 1 | 2 – 1 | 1 – 3 | 2 – 2 |       | 3 – 0 |       |
| 6   | Luxemburg             | 10  | 0 | 1 | 9 | 1   | 2  | 26 | −24 |                        | 0 – 3 | 1 – 1 | 0 – 3 | 0 – 2 | 1 – 2 |       |       |

|                             |                                   |         |                                  |                                                                |
| 29 maart 2021 18.00 (UTC+2) | Montenegro                        | 2 – 2   | Bosnië en Herzegovina            | DG Arena, Podgorica Toeschouwers: 0 Scheidsrechter: Fedayi San |
| 29 maart 2021 18.00 (UTC+2) | Barišić 56' (e.d.) Ražnatović 67' | Verslag | 48' (e.d.) N. Krstović 58' Bašić | DG Arena, Podgorica Toeschouwers: 0 Scheidsrechter: Fedayi San |

|                           |                             |         |                          |                                                                                                 |
| 4 juni 2021 19.15 (UTC+2) | Luxemburg                   | 1 – 2   | Montenegro               | Stade de la Frontière, Esch-sur-Alzette Toeschouwers: 450 Scheidsrechter: Manfredas Lukjančukas |
| 4 juni 2021 19.15 (UTC+2) | Olesen 42' Correia 22', 55' | Verslag | 8' Babić 79' N. Krstović | Stade de la Frontière, Esch-sur-Alzette Toeschouwers: 450 Scheidsrechter: Manfredas Lukjančukas |

|                           |                                                       |         |           |                                                                                   |
| 8 juni 2021 16.45 (UTC+2) | Zweden                                                | 6 – 0   | Luxemburg | Falcon Alkoholfri Arena, Falkenberg Toeschouwers: 421 Scheidsrechter: David Munro |
| 8 juni 2021 16.45 (UTC+2) | Holm 7', 61' Prica 12' Elanga 48' Wålemark 67', 90+4' | Verslag |           | Falcon Alkoholfri Arena, Falkenberg Toeschouwers: 421 Scheidsrechter: David Munro |

|                                |                       |         |                                |                                                                                    |
| 3 september 2021 16.30 (UTC+2) | Bosnië en Herzegovina | 0 – 2   | Ierland                        | NFSBiH Trening Centar, Zenica Toeschouwers: 100 Scheidsrechter: Kristoffer Hagenes |
| 3 september 2021 16.30 (UTC+2) |                       | Verslag | 52' (pen.) Wright 73' Coventry | NFSBiH Trening Centar, Zenica Toeschouwers: 100 Scheidsrechter: Kristoffer Hagenes |

|                                |                                             |         |           |                                                                                  |
| 3 september 2021 17.30 (UTC+2) | Italië                                      | 3 – 0   | Luxemburg | Stadio Carlo Castellani, Empoli Toeschouwers: 864 Scheidsrechter: Peter Kralović |
| 3 september 2021 17.30 (UTC+2) | Pirola 7' Olesen 11' (e.d.) Cancellieri 50' | Verslag |           | Stadio Carlo Castellani, Empoli Toeschouwers: 864 Scheidsrechter: Peter Kralović |

|                                |                 |         |                          |                                                                              |
| 3 september 2021 20.30 (UTC+2) | Montenegro      | 1 – 3   | Zweden                   | Pod Goricomstadion, Podgorica Toeschouwers: 285 Scheidsrechter: Urs Schnyder |
| 3 september 2021 20.30 (UTC+2) | I. Vukčević 62' | Verslag | 50', 64' Elanga 80' Sarr | Pod Goricomstadion, Podgorica Toeschouwers: 285 Scheidsrechter: Urs Schnyder |

|                                |                  |         |            |                                                                                |
| 7 september 2021 16.00 (UTC+2) | Luxemburg        | 1 – 1   | Ierland    | Stade Jos Nosbaum, Dudelange Toeschouwers: 278 Scheidsrechter: Loukas Sotiriou |
| 7 september 2021 16.00 (UTC+2) | Kuete 84' (pen.) | Verslag | 70' Whelan | Stade Jos Nosbaum, Dudelange Toeschouwers: 278 Scheidsrechter: Loukas Sotiriou |

|                                |                       |         |              |                                                                             |
| 7 september 2021 16.30 (UTC+2) | Bosnië en Herzegovina | 1 – 1   | Zweden       | NFSBiH Trening Centar, Zenica Toeschouwers: 0 Scheidsrechter: Robert Harvey |
| 7 september 2021 16.30 (UTC+2) | Mašić 65' (pen.)      | Verslag | 45+1' Nygren | NFSBiH Trening Centar, Zenica Toeschouwers: 0 Scheidsrechter: Robert Harvey |

|                                |             |         |            |                                                                             |
| 7 september 2021 17.30 (UTC+2) | Italië      | 1 – 0   | Montenegro | Stadio Romeo Menti, Vicenza Toeschouwers: 1.084 Scheidsrechter: Espen Eskås |
| 7 september 2021 17.30 (UTC+2) | Colombo 53' | Verslag |            | Stadio Romeo Menti, Vicenza Toeschouwers: 1.084 Scheidsrechter: Espen Eskås |

|                              |                       |         |                       |                                                                                |
| 8 oktober 2021 17.30 (UTC+2) | Bosnië en Herzegovina | 1 – 2   | Italië                | Bilino Polje, Zenica Toeschouwers: 0 Scheidsrechter: Peter Kjærsgaard-Andersen |
| 8 oktober 2021 17.30 (UTC+2) | Barišić 80'           | Verslag | 19' Okoli 27' Vignato | Bilino Polje, Zenica Toeschouwers: 0 Scheidsrechter: Peter Kjærsgaard-Andersen |

|                              |                                    |         |             |                                                                          |
| 8 oktober 2021 18.00 (UTC+2) | Zweden                             | 3 – 1   | Montenegro  | Olympia, Helsingborg Toeschouwers: 817 Scheidsrechter: Þorvaldur Árnason |
| 8 oktober 2021 18.00 (UTC+2) | Al Hajj 35' Gigović 51' Elanga 68' | Verslag | 82' Sijarić | Olympia, Helsingborg Toeschouwers: 817 Scheidsrechter: Þorvaldur Árnason |

|                              |                                |         |           |                                                                             |
| 8 oktober 2021 17.15 (UTC+1) | Ierland                        | 2 – 0   | Luxemburg | Tallaght Stadium, Dublin Toeschouwers: 1.426 Scheidsrechter: Besfort Kasumi |
| 8 oktober 2021 17.15 (UTC+1) | Kayode 18' Coventry 64' (pen.) | Verslag |           | Tallaght Stadium, Dublin Toeschouwers: 1.426 Scheidsrechter: Besfort Kasumi |

|                               |           |         |                       |                                                                                        |
| 12 oktober 2021 16.30 (UTC+2) | Luxemburg | 0 – 2   | Bosnië en Herzegovina | Emile Mayrischstadion, Esch-sur-Alzette Toeschouwers: 213 Scheidsrechter: Andrew Davey |
| 12 oktober 2021 16.30 (UTC+2) |           | Verslag | 57' Savić 60' Dedić   | Emile Mayrischstadion, Esch-sur-Alzette Toeschouwers: 213 Scheidsrechter: Andrew Davey |

|                               |           |         |             |                                                                          |
| 12 oktober 2021 17.30 (UTC+2) | Italië    | 1 – 1   | Zweden      | Stadio Brianteo, Monza Toeschouwers: 2.200 Scheidsrechter: António Nobre |
| 12 oktober 2021 17.30 (UTC+2) | Lucca 42' | Verslag | 90+2' Prica | Stadio Brianteo, Monza Toeschouwers: 2.200 Scheidsrechter: António Nobre |

|                               |                               |         |                |                                                                              |
| 12 oktober 2021 17.30 (UTC+2) | Montenegro                    | 2 – 1   | Ierland        | Pod Goricomstadion, Podgorica Toeschouwers: 278 Scheidsrechter: Barbeno Luca |
| 12 oktober 2021 17.30 (UTC+2) | N. Krstović 4' I. Vukčević 9' | Verslag | 74' McGuinness | Pod Goricomstadion, Podgorica Toeschouwers: 278 Scheidsrechter: Barbeno Luca |

|                                |                                                  |         |                       |                                                                        |
| 12 november 2021 18.00 (UTC+1) | Zweden                                           | 4 – 0   | Bosnië en Herzegovina | Borås Arena, Borås Toeschouwers: 2.513 Scheidsrechter: Dumitru Muntean |
| 12 november 2021 18.00 (UTC+1) | Elanga 24' (pen.), 75' Wålemark 45+2' Nygren 77' | Verslag |                       | Borås Arena, Borås Toeschouwers: 2.513 Scheidsrechter: Dumitru Muntean |

|                              |         |         |                           |                                                                             |
| 12 november 2021 17.30 (UTC) | Ierland | 0 – 2   | Italië                    | Tallaght Stadium, Dublin Toeschouwers: 2.161 Scheidsrechter: Horațiu Feșnic |
| 12 november 2021 17.30 (UTC) |         | Verslag | 31' Lucca 90' Cancellieri | Tallaght Stadium, Dublin Toeschouwers: 2.161 Scheidsrechter: Horațiu Feșnic |

|                                |                        |         |                 |                                                                          |
| 16 november 2021 17.00 (UTC+1) | Bosnië en Herzegovina  | 2 – 1   | Montenegro      | Stadion Grbavica, Sarajevo Toeschouwers: 120 Scheidsrechter: Rohit Saggi |
| 16 november 2021 17.00 (UTC+1) | Memić 61' Savić 90'+2' | Verslag | 42' N. Krstović | Stadion Grbavica, Sarajevo Toeschouwers: 120 Scheidsrechter: Rohit Saggi |

|                              |               |         |        |                                                                             |
| 16 november 2021 17.30 (UTC) | Ierland       | 1 – 0   | Zweden | Tallaght Stadium, Dublin Toeschouwers: 1.535 Scheidsrechter: Peter Kralović |
| 16 november 2021 17.30 (UTC) | O'Neill 90+3' | Verslag |        | Tallaght Stadium, Dublin Toeschouwers: 1.535 Scheidsrechter: Peter Kralović |

|                             |                       |         |           |                                                                                    |
| 25 maart 2022 15.00 (UTC+1) | Bosnië en Herzegovina | 1 – 0   | Luxemburg | Stadion Grbavica, Sarajevo Toeschouwers: 320 Scheidsrechter: Helgi Mikael Jónasson |
| 25 maart 2022 15.00 (UTC+1) | Bašić 6'              | Verslag |           | Stadion Grbavica, Sarajevo Toeschouwers: 320 Scheidsrechter: Helgi Mikael Jónasson |

|                             |              |         |           |                                                                              |
| 25 maart 2022 18.30 (UTC+1) | Montenegro   | 1 – 1   | Italië    | Pod Goricomstadion, Podgorica Toeschouwers: 662 Scheidsrechter: Balázs Berke |
| 25 maart 2022 18.30 (UTC+1) | Rakonjac 37' | Verslag | 39' Ricci | Pod Goricomstadion, Podgorica Toeschouwers: 662 Scheidsrechter: Balázs Berke |

|                             |             |         |                       |                                                                                |
| 29 maart 2022 17.30 (UTC+2) | Italië      | 1 – 0   | Bosnië en Herzegovina | Stadio Nereo Rocco, Triëst Toeschouwers: 2.191 Scheidsrechter: Nicolas Laforge |
| 29 maart 2022 17.30 (UTC+2) | Rovella 14' | Verslag |                       | Stadio Nereo Rocco, Triëst Toeschouwers: 2.191 Scheidsrechter: Nicolas Laforge |

|                             |        |         |                        |                                                                       |
| 29 maart 2022 18.00 (UTC+2) | Zweden | 0 – 2   | Ierland                | Borås Arena, Borås Toeschouwers: 1.545 Scheidsrechter: Vítor Ferreira |
| 29 maart 2022 18.00 (UTC+2) |        | Verslag | 12' Tierney 89' Wright | Borås Arena, Borås Toeschouwers: 1.545 Scheidsrechter: Vítor Ferreira |

|                           |           |         |                                                 |                                                                                        |
| 2 juni 2022 19.30 (UTC+2) | Luxemburg | 0 – 3   | Zweden                                          | Emile Mayrischstadion, Esch-sur-Alzette Toeschouwers: 305 Scheidsrechter: Urs Schnyder |
| 2 juni 2022 19.30 (UTC+2) |           | Verslag | 30' (pen.) Sarr 53' Hussein 67' (pen.) Wålemark | Emile Mayrischstadion, Esch-sur-Alzette Toeschouwers: 305 Scheidsrechter: Urs Schnyder |

|                           |                                |         |                       |                                                                           |
| 3 juni 2022 19.30 (UTC+1) | Ierland                        | 3 – 0   | Bosnië en Herzegovina | Tallaght Stadium, Dublin Toeschouwers: 3.057 Scheidsrechter: Luca Cibelli |
| 3 juni 2022 19.30 (UTC+1) | Smallbone 16', 81' Odubeko 63' | Verslag |                       | Tallaght Stadium, Dublin Toeschouwers: 3.057 Scheidsrechter: Luca Cibelli |

|                           |                                       |         |               |                                                                         |
| 6 juni 2022 17.00 (UTC+1) | Ierland                               | 3 – 1   | Montenegro    | Tallaght Stadium, Dublin Toeschouwers: 3.126 Scheidsrechter: Jan Petřík |
| 6 juni 2022 17.00 (UTC+1) | Smallbone 41' Kerrigan 57' Wright 67' | Verslag | 76' Đukanović | Tallaght Stadium, Dublin Toeschouwers: 3.126 Scheidsrechter: Jan Petřík |

|                           |           |         |                                      | |
| 6 juni 2022 18.30 (UTC+2) | Luxemburg | 0 – 3   | Italië                               | Stade Municipal de la Ville de Differdange, Differdange Toeschouwers: 1.890 Scheidsrechter: Elchin Masiyev |
| 6 juni 2022 18.30 (UTC+2) |           | Verslag | 20' Vignato 33' Pellegri 54' Gaetano | Stade Municipal de la Ville de Differdange, Differdange Toeschouwers: 1.890 Scheidsrechter: Elchin Masiyev |

|                           |                             |         |                    |                                                                           |
| 9 juni 2022 18.00 (UTC+2) | Zweden                      | 1 – 1   | Italië             | Olympia, Helsingborg Toeschouwers: 3.370 Scheidsrechter: Nathan Verboomen |
| 9 juni 2022 18.00 (UTC+2) | Gustafsson 9' Holm 59', 87' | Verslag | 58' (pen.) Rovella | Olympia, Helsingborg Toeschouwers: 3.370 Scheidsrechter: Nathan Verboomen |

|                            |                                              |         |           |                                                                       |
| 10 juni 2022 20.15 (UTC+2) | Montenegro                                   | 3 – 0   | Luxemburg | DG Arena, Podgorica Toeschouwers: 150 Scheidsrechter: Philip Farrugia |
| 10 juni 2022 20.15 (UTC+2) | Đukanović 1' (pen.) Babić 10' Krivokapić 56' | Verslag |           | DG Arena, Podgorica Toeschouwers: 150 Scheidsrechter: Philip Farrugia |

|                            |                                                             |         |                     |                                                                                             |
| 14 juni 2022 17.30 (UTC+2) | Italië                                                      | 4 – 1   | Ierland             | Stadio Cino e Lillo Del Duca, Ascoli Piceno Toeschouwers: 4.450 Scheidsrechter: Gergő Bogár |
| 14 juni 2022 17.30 (UTC+2) | Rovella 20' (pen.) Cambiaghi 35' Pellegri 46' Quagliata 85' | Verslag | 61' (pen.) Coventry | Stadio Cino e Lillo Del Duca, Ascoli Piceno Toeschouwers: 4.450 Scheidsrechter: Gergő Bogár |

#### Groep G
| Pos | Team     | Wed | W | G | V  | Ptn | DV | DT | +/− | Kwalificatie           |       |       |       |       |       |       |       |
| --- | -------- | --- | - | - | -- | --- | -- | -- | --- | ---------------------- | ----- | ----- | ----- | ----- | ----- | ----- | ----- |
| 1   | Engeland | 10  | 8 | 1 | 1  | 25  | 26 | 7  | +19 | Deelname hoofdtoernooi |       |       | 3 – 1 | 1 – 2 | 2 – 0 | 3 – 0 | 4 – 1 |
| 2   | Tsjechië | 10  | 7 | 1 | 2  | 22  | 23 | 6  | +17 | Play-offs              |       | 1 – 2 |       | 1 – 0 | 3 – 0 | 4 – 0 | 7 – 0 |
| 3   | Slovenië | 10  | 4 | 4 | 2  | 16  | 11 | 7  | +4  |                        |       | 2 – 2 | 1 – 1 |       | 0 – 0 | 3 – 0 | 2 – 0 |
| 4   | Kosovo   | 10  | 3 | 3 | 4  | 12  | 8  | 13 | −5  |                        | 0 – 5 | 0 – 1 | 0 – 0 |       | 2 – 1 | 2 – 0 |       |
| 5   | Albanië  | 10  | 3 | 1 | 6  | 10  | 9  | 17 | −8  |                        | 0 – 3 | 0 – 1 | 2 – 0 | 1 – 1 |       | 2 – 0 |       |
| 6   | Andorra  | 10  | 0 | 0 | 10 | 0   | 1  | 28 | −27 |                        | 0 – 1 | 0 – 3 | 0 – 1 | 0 – 3 | 0 – 3 |       |       |

|                           |         |         |                                              |                                                                                     |
| 4 juni 2021 18.00 (UTC+2) | Andorra | 0 – 3   | Albanië                                      | Estadi Nacional, Andorra la Vella Toeschouwers: 185 Scheidsrechter: Amin Koergcheli |
| 4 juni 2021 18.00 (UTC+2) |         | Verslag | 17' Broja 43' (pen.) Mehmeti 62' (e.d.) Iker | Estadi Nacional, Andorra la Vella Toeschouwers: 185 Scheidsrechter: Amin Koergcheli |

|                           |                              |         |         |                                                                                 |
| 8 juni 2021 20.00 (UTC+2) | Kosovo                       | 2 – 0   | Andorra | Fadil Vokrristadion, Pristina Toeschouwers: 0 Scheidsrechter: Nikolas Neokleous |
| 8 juni 2021 20.00 (UTC+2) | Dio. Berisha 82' Marleku 85' | Verslag |         | Fadil Vokrristadion, Pristina Toeschouwers: 0 Scheidsrechter: Nikolas Neokleous |

|                                |           |         |          | |
| 2 september 2021 18.00 (UTC+2) | Tsjechië  | 1 – 0   | Slovenië | Fotbalový stadion Střelecký ostrov, České Budějovice Toeschouwers: 1.552 Scheidsrechter: Gal Leibovitz |
| 2 september 2021 18.00 (UTC+2) | Vitík 89' | Verslag |          | Fotbalový stadion Střelecký ostrov, České Budějovice Toeschouwers: 1.552 Scheidsrechter: Gal Leibovitz |

|                                |                                       |         |                | |
| 6 september 2021 18.00 (UTC+2) | Tsjechië                              | 4 – 0   | Albanië        | Fotbalový stadion Střelecký ostrov, České Budějovice Toeschouwers: 1.784 Scheidsrechter: Julian Weinberger |
| 6 september 2021 18.00 (UTC+2) | Ostrák 7' Fila 13' Daněk 32' Šulc 83' | Verslag | 64', 71' Mitaj | Fotbalový stadion Střelecký ostrov, České Budějovice Toeschouwers: 1.784 Scheidsrechter: Julian Weinberger |

|                                |                    |         |                |                                                                                    |
| 6 september 2021 19.00 (UTC+2) | Andorra            | 0 – 1   | Slovenië       | Estadi Nacional, Andorra la Vella Toeschouwers: 324 Scheidsrechter: Petri Viljanen |
| 6 september 2021 19.00 (UTC+2) | Fernández 48', 52' | Verslag | 61' Stojinović | Estadi Nacional, Andorra la Vella Toeschouwers: 324 Scheidsrechter: Petri Viljanen |

|                                |                                |         |        |                                                                                        |
| 7 september 2021 19.00 (UTC+1) | Engeland                       | 2 – 0   | Kosovo | Stadium MK, Milton Keynes Toeschouwers: 5.781 Scheidsrechter: Kaarlo Oskari Hämäläinen |
| 7 september 2021 19.00 (UTC+1) | Brewster 10' (pen.) Palmer 26' | Verslag |        | Stadium MK, Milton Keynes Toeschouwers: 5.781 Scheidsrechter: Kaarlo Oskari Hämäläinen |

|                              |                 |         |         |                                                                       |
| 7 oktober 2021 19.00 (UTC+2) | Albanië         | 2 – 0   | Andorra | Elbasan Arena, Elbasan Toeschouwers: 100 Scheidsrechter: Alex Troleis |
| 7 oktober 2021 19.00 (UTC+2) | Muçi 36', 90+2' | Verslag |         | Elbasan Arena, Elbasan Toeschouwers: 100 Scheidsrechter: Alex Troleis |

|                              |        |         |             |                                                                              |
| 7 oktober 2021 19.00 (UTC+2) | Kosovo | 0 – 1   | Tsjechië    | Fadil Vokrristadion, Pristina Toeschouwers: 300 Scheidsrechter: Rauf Jabarov |
| 7 oktober 2021 19.00 (UTC+2) |        | Verslag | 38' Gabriel | Fadil Vokrristadion, Pristina Toeschouwers: 300 Scheidsrechter: Rauf Jabarov |

|                              |                             |         |                         |                                                                                      |
| 7 oktober 2021 20.15 (UTC+2) | Slovenië                    | 2 – 2   | Engeland                | Stadion Z'dežele, Celje Toeschouwers: 457 Scheidsrechter: Aristotelis Diamantopoulos |
| 7 oktober 2021 20.15 (UTC+2) | Španring 49' Stojinović 66' | Verslag | 5' Gallagher 14' Palmer | Stadion Z'dežele, Celje Toeschouwers: 457 Scheidsrechter: Aristotelis Diamantopoulos |

|                               |                       |         |          |                                                                             |
| 11 oktober 2021 18.30 (UTC+2) | Albanië               | 2 – 0   | Slovenië | Elbasan Arena, Elbasan Toeschouwers: 200 Scheidsrechter: Bram Van Driessche |
| 11 oktober 2021 18.30 (UTC+2) | Karrica 53' Dobra 58' | Verslag |          | Elbasan Arena, Elbasan Toeschouwers: 200 Scheidsrechter: Bram Van Driessche |

|                               |         |         |                                  |                                                                                      |
| 11 oktober 2021 20.00 (UTC+2) | Andorra | 0 – 1   | Engeland                         | Estadi Nacional, Andorra la Vella Toeschouwers: 572 Scheidsrechter: Igor Stojchevski |
| 11 oktober 2021 20.00 (UTC+2) |         | Verslag | 19', 55' Brewster 67' Smith-Rowe | Estadi Nacional, Andorra la Vella Toeschouwers: 572 Scheidsrechter: Igor Stojchevski |

|                               |                               |         |        | |
| 12 oktober 2021 18.00 (UTC+2) | Tsjechië                      | 3 – 0   | Kosovo | Fotbalový stadion Střelecký ostrov, České Budějovice Toeschouwers: 2.439 Scheidsrechter: Gal Leibovitz |
| 12 oktober 2021 18.00 (UTC+2) | Sejk 10' Gabriel 38' Šulc 57' | Verslag |        | Fotbalový stadion Střelecký ostrov, České Budějovice Toeschouwers: 2.439 Scheidsrechter: Gal Leibovitz |

|                              |                            |         |                    |                                                                       |
| 11 november 2021 19.00 (UTC) | Engeland                   | 3 – 1   | Tsjechië           | Turf Moor, Burnley Toeschouwers: 6.507 Scheidsrechter: Michael Fabbri |
| 11 november 2021 19.00 (UTC) | Gordon 4', 11' Balogun 30' | Verslag | 40' (pen.) Karabec | Turf Moor, Burnley Toeschouwers: 6.507 Scheidsrechter: Michael Fabbri |

|                                |                                 |         |         |                                                                          |
| 12 november 2021 18.00 (UTC+1) | Slovenië                        | 3 – 0   | Albanië | Bonifikastadion, Koper Toeschouwers: 320 Scheidsrechter: Robert Hennessy |
| 12 november 2021 18.00 (UTC+1) | Flakus Bosilj 7', 75' Matko 24' | Verslag |         | Bonifikastadion, Koper Toeschouwers: 320 Scheidsrechter: Robert Hennessy |

|                                |          |         |                               |                                                                        |
| 16 november 2021 18.00 (UTC+1) | Slovenië | 1 – 1   | Tsjechië                      | Bonifikastadion, Koper Toeschouwers: 320 Scheidsrechter: Bojan Pandžić |
| 16 november 2021 18.00 (UTC+1) | Zec 32'  | Verslag | 25', 30' Karabec 59' Čvančara | Bonifikastadion, Koper Toeschouwers: 320 Scheidsrechter: Bojan Pandžić |

|                                |                              |         |             |                                                                                       |
| 16 november 2021 19.00 (UTC+1) | Kosovo                       | 2 – 1   | Albanië     | Fadil Vokrristadion, Pristina Toeschouwers: 600 Scheidsrechter: Trustin Farrugia Cann |
| 16 november 2021 19.00 (UTC+1) | E. Krasniqi 66' Sejdiu 90+2' | Verslag | 58' Karrica | Fadil Vokrristadion, Pristina Toeschouwers: 600 Scheidsrechter: Trustin Farrugia Cann |

|                             |         |       |          |                                                                            |
| 25 maart 2022 18.00 (UTC+1) | Kosovo  | 0 – 0 | Slovenië | Fadil Vokrristadion, Pristina Toeschouwers: 600 Scheidsrechter: Ian McNabb |
| 25 maart 2022 18.00 (UTC+1) | Verslag |       |          | Fadil Vokrristadion, Pristina Toeschouwers: 600 Scheidsrechter: Ian McNabb |

|                             |         |         |                  |                                                                        |
| 25 maart 2022 19.00 (UTC+1) | Albanië | 0 – 1   | Tsjechië         | Elbasan Arena, Elbasan Toeschouwers: 700 Scheidsrechter: António Nobre |
| 25 maart 2022 19.00 (UTC+1) |         | Verslag | 35' (e.d.) Kalaj | Elbasan Arena, Elbasan Toeschouwers: 700 Scheidsrechter: António Nobre |

|                           |                                                  |         |           |                                                                                  |
| 25 maart 2022 19.45 (UTC) | Engeland                                         | 4 – 1   | Andorra   | Vitality Stadium, Bournemouth Toeschouwers: 8.852 Scheidsrechter: Jasmin Šabotić |
| 25 maart 2022 19.45 (UTC) | Balogun 6' Ramsey 34' Gibbs-White 54' Gordon 80' | Verslag | 63' Rosas | Vitality Stadium, Bournemouth Toeschouwers: 8.852 Scheidsrechter: Jasmin Šabotić |

|                             |          |       |        |                                                              |
| 29 maart 2022 16.00 (UTC+2) | Slovenië | 0 – 0 | Kosovo | Stadion Z'dežele, Celje Scheidsrechter: Ioannis Papadopoulos |
| 29 maart 2022 16.00 (UTC+2) | Verslag  |       |        | Stadion Z'dežele, Celje Scheidsrechter: Ioannis Papadopoulos |

|                             |         |         |                          |                                                                       |
| 29 maart 2022 18.00 (UTC+2) | Andorra | 0 – 3   | Tsjechië                 | Estadi Nacional, Andorra la Vella Scheidsrechter: Matthew De Gabriele |
| 29 maart 2022 18.00 (UTC+2) |         | Verslag | 6' Karabec 10', 56' Fila | Estadi Nacional, Andorra la Vella Scheidsrechter: Matthew De Gabriele |

|                             |         |         |                            |                                                       |
| 29 maart 2022 20.45 (UTC+2) | Albanië | 0 – 3   | Engeland                   | Elbasan Arena, Elbasan Scheidsrechter: Kaspar Sjöberg |
| 29 maart 2022 20.45 (UTC+2) |         | Verslag | 47', 62' Balogun 51' Jones | Elbasan Arena, Elbasan Scheidsrechter: Kaspar Sjöberg |

|                           |          |         |                           |                                                                                      |
| 3 juni 2022 18.00 (UTC+2) | Tsjechië | 1 – 2   | Engeland                  | Fotbalový stadion Střelecký ostrov, České Budějovice Scheidsrechter: Miloš Milanović |
| 3 juni 2022 18.00 (UTC+2) | Fila 88' | Verslag | 22' Smith Rowe 46' Ramsey | Fotbalový stadion Střelecký ostrov, České Budějovice Scheidsrechter: Miloš Milanović |

|                           |         |         |                                                       |                                                                |
| 4 juni 2022 18.00 (UTC+2) | Andorra | 0 – 3   | Kosovo                                                | Estadi Nacional, Andorra la Vella Scheidsrechter: Sandi Putros |
| 4 juni 2022 18.00 (UTC+2) |         | Verslag | 11' (pen.) Veliu 52' Sadriu 54', 57', 88' K. Krasniqi | Estadi Nacional, Andorra la Vella Scheidsrechter: Sandi Putros |

|                           |                             |         |                |                                                                              |
| 7 juni 2022 19.45 (UTC+1) | Engeland                    | 3 – 0   | Albanië        | Chesterfield FC Stadium, Chesterfield Scheidsrechter: Ívar Orri Kristjánsson |
| 7 juni 2022 19.45 (UTC+1) | Balogun 45', 66' Archer 77' | Verslag | 47', 79' Dobra | Chesterfield FC Stadium, Chesterfield Scheidsrechter: Ívar Orri Kristjánsson |

|                           |                          |         |                 |                                                                   |
| 9 juni 2022 18.00 (UTC+2) | Slovenië                 | 2 – 0   | Andorra         | Športni Center Stanko Mlakar, Kranj Scheidsrechter: Iwan Griffith |
| 9 juni 2022 18.00 (UTC+2) | Stojinović 22' Begić 62' | Verslag | 88', 90+3' Gaby | Športni Center Stanko Mlakar, Kranj Scheidsrechter: Iwan Griffith |

|                            |        |         |                                                                   |                                                                     |
| 10 juni 2022 20.00 (UTC+2) | Kosovo | 0 – 5   | Engeland                                                          | Fadil Vokrristadion, Pristina Scheidsrechter: Aleksandrs Anufrijevs |
| 10 juni 2022 20.00 (UTC+2) |        | Verslag | 1' Lewis-Potter 13' Gordon 52', 72' Archer 85' (e.d.) I. Krasniqi | Fadil Vokrristadion, Pristina Scheidsrechter: Aleksandrs Anufrijevs |

|                            |                                                                 |         |         |                                                                      |
| 13 juni 2022 18.00 (UTC+2) | Tsjechië                                                        | 7 – 0   | Andorra | Městský fotbalový stadion Srbská, Brno Scheidsrechter: Marcel Bîrsan |
| 13 juni 2022 18.00 (UTC+2) | Karabec 12', 34' Gabriel 16' Sejk 25', 31' Ševčík 27' Daněk 55' | Verslag |         | Městský fotbalový stadion Srbská, Brno Scheidsrechter: Marcel Bîrsan |

|                            |            |         |                 |                                                    |
| 13 juni 2022 19.30 (UTC+2) | Albanië    | 1 – 1   | Kosovo          | Elbasan Arena, Elbasan Scheidsrechter: Marin Barbu |
| 13 juni 2022 19.30 (UTC+2) | Ruçi 90+5' | Verslag | 32' E. Krasniqi | Elbasan Arena, Elbasan Scheidsrechter: Marin Barbu |

|                            |              |         |                                 |                                                                      |
| 13 juni 2022 19.45 (UTC+1) | Engeland     | 1 – 2   | Slovenië                        | John Smith's Stadium, Huddersfield Scheidsrechter: Krzysztof Jakubik |
| 13 juni 2022 19.45 (UTC+1) | Archer 90+1' | Verslag | 1' (e.d.) Spence 65' Zabukovnik | John Smith's Stadium, Huddersfield Scheidsrechter: Krzysztof Jakubik |

#### Groep H
| Pos | Team            | Wed | W | G | V | Ptn | DV | DT | +/− | Kwalificatie           |       |       |       |       |       |       |       |
| --- | --------------- | --- | - | - | - | --- | -- | -- | --- | ---------------------- | ----- | ----- | ----- | ----- | ----- | ----- | ----- |
| 1   | Frankrijk       | 10  | 8 | 2 | 0 | 26  | 31 | 5  | +26 | Deelname hoofdtoernooi |       |       | 5 – 0 | 2 – 0 | 2 – 0 | 3 – 0 | 7 – 0 |
| 2   | Oekraïne        | 10  | 7 | 2 | 1 | 23  | 20 | 11 | +9  | Play-offs              |       | 3 – 3 |       | 2 – 1 | 1 – 0 | 4 – 0 | 2 – 1 |
| 3   | Servië          | 10  | 3 | 3 | 4 | 12  | 10 | 11 | −1  |                        |       | 0 – 3 | 0 – 1 |       | 0 – 0 | 2 – 1 | 2 – 0 |
| 4   | Faeröer         | 10  | 2 | 4 | 4 | 10  | 6  | 12 | −6  |                        | 1 – 1 | 0 – 4 | 1 – 1 |       | 1 – 1 | 2 – 0 |       |
| 5   | Noord-Macedonië | 10  | 2 | 3 | 5 | 9   | 8  | 15 | −7  |                        | 0 – 1 | 1 – 1 | 0 – 0 | 0 – 1 |       | 3 – 1 |       |
| 6   | Armenië         | 10  | 1 | 0 | 9 | 3   | 7  | 28 | −21 |                        | 1 – 4 | 0 – 2 | 1 – 4 | 2 – 0 | 1 – 2 |       |       |

|                           |                     |         |                        |                                                                        |
| 8 juni 2021 17.30 (UTC+1) | Faeröer             | 2 – 0   | Armenië                | Svangaskarð, Toftir Toeschouwers: 0 Scheidsrechter: Robert Ian Jenkins |
| 8 juni 2021 17.30 (UTC+1) | Johannesen 68', 84' | Verslag | 18', 45+2' Ghubasaryan | Svangaskarð, Toftir Toeschouwers: 0 Scheidsrechter: Robert Ian Jenkins |

|                                |                                      |         |         |                                                                                         |
| 2 september 2021 18.30 (UTC+4) | Armenië                              | 2 – 0   | Faeröer | Armeense Voetbalacademie, Jerevan Toeschouwers: 900 Scheidsrechter: Dzmitry Dzmitryiëoe |
| 2 september 2021 18.30 (UTC+4) | E. Grigorjan 40' Mirzojan 85' (pen.) | Verslag |         | Armeense Voetbalacademie, Jerevan Toeschouwers: 900 Scheidsrechter: Dzmitry Dzmitryiëoe |

|                                |                                    |         |                 |                                                                    |
| 2 september 2021 18.30 (UTC+2) | Frankrijk                          | 3 – 0   | Noord-Macedonië | MMArena, Le Mans Toeschouwers: 2.311 Scheidsrechter: Juri Frischer |
| 2 september 2021 18.30 (UTC+2) | Mbuku 26' Camavinga 50' Kalulu 89' | Verslag |                 | MMArena, Le Mans Toeschouwers: 2.311 Scheidsrechter: Juri Frischer |

|                                |        |         |             |                                                                                  |
| 3 september 2021 18.00 (UTC+2) | Servië | 0 – 1   | Oekraïne    | Sportski centar FSS, Stara Pazova Toeschouwers: 212 Scheidsrechter: Balázs Berke |
| 3 september 2021 18.00 (UTC+2) |        | Verslag | 14' Kryskiv | Sportski centar FSS, Stara Pazova Toeschouwers: 212 Scheidsrechter: Balázs Berke |

|                                |           |         |           |                                                                      |
| 6 september 2021 17.30 (UTC+1) | Faeröer   | 1 – 1   | Frankrijk | Svangaskarð, Toftir Toeschouwers: 496 Scheidsrechter: Volen Tsjinkov |
| 6 september 2021 17.30 (UTC+1) | Løkin 55' | Verslag | 8' Gouiri | Svangaskarð, Toftir Toeschouwers: 496 Scheidsrechter: Volen Tsjinkov |

|                                |                 |       |        |                                                                               |
| 7 september 2021 16.00 (UTC+2) | Noord-Macedonië | 0 – 0 | Servië | SRC Biljanini Izvori, Ohrid Toeschouwers: 450 Scheidsrechter: Dumitru Muntean |
| 7 september 2021 16.00 (UTC+2) | Verslag         |       |        | SRC Biljanini Izvori, Ohrid Toeschouwers: 450 Scheidsrechter: Dumitru Muntean |

|                                |                         |         |                |                                                                                 |
| 7 september 2021 19.00 (UTC+3) | Oekraïne                | 2 – 1   | Armenië        | Kolosstadion, Kovalivka Toeschouwers: 2.940 Scheidsrechter: Kristoffer Karlsson |
| 7 september 2021 19.00 (UTC+3) | Kryskiv 20' Moedrik 62' | Verslag | 45+4' Galstjan | Kolosstadion, Kovalivka Toeschouwers: 2.940 Scheidsrechter: Kristoffer Karlsson |

|                              |             |         |                  |                                                                          |
| 7 oktober 2021 15.00 (UTC+1) | Faeröer     | 1 – 1   | Noord-Macedonië  | Við Djúpumýrar, Klaksvík Toeschouwers: 786 Scheidsrechter: Ferenc Karakó |
| 7 oktober 2021 15.00 (UTC+1) | Johansen 8' | Verslag | 55' Gjorgjievski | Við Djúpumýrar, Klaksvík Toeschouwers: 786 Scheidsrechter: Ferenc Karakó |

|                              |              |         |                                                |                                                                                            |
| 7 oktober 2021 18.00 (UTC+4) | Armenië      | 1 – 4   | Servië                                         | Armeense Voetbalacademie, Jerevan Toeschouwers: 430 Scheidsrechter: Ívar Orri Kristjánsson |
| 7 oktober 2021 18.00 (UTC+4) | Mirzoyan 36' | Verslag | 56' Eraković 85' Terzić 88' Tedić 90+6' Gavrić | Armeense Voetbalacademie, Jerevan Toeschouwers: 430 Scheidsrechter: Ívar Orri Kristjánsson |

|                              |                                                  |         |               |                                                                            |
| 8 oktober 2021 18.30 (UTC+2) | Frankrijk                                        | 5 – 0   | Oekraïne      | Stade Francis-Le Blé, Brest Toeschouwers: 4.546 Scheidsrechter: Nick Walsh |
| 8 oktober 2021 18.30 (UTC+2) | Kalimuendo 40' Diop 43' Adli 54' Cherki 68', 80' | Verslag | 27' Taloverov | Stade Francis-Le Blé, Brest Toeschouwers: 4.546 Scheidsrechter: Nick Walsh |

|                               |                  |         |                               |                                                                                     |
| 12 oktober 2021 18.00 (UTC+4) | Armenië          | 1 – 2   | Noord-Macedonië               | Armeense Voetbalacademie, Jerevan Toeschouwers: 460 Scheidsrechter: Loukas Sotiriou |
| 12 oktober 2021 18.00 (UTC+4) | N. Grigorjan 90' | Verslag | 25' Gjorgjievski 83' Maksimov | Armeense Voetbalacademie, Jerevan Toeschouwers: 460 Scheidsrechter: Loukas Sotiriou |

|                               |                       |         |         |                                                                              |
| 12 oktober 2021 18.00 (UTC+3) | Oekraïne              | 1 – 0   | Faeröer | Slavoetytsj-Arena, Zaporizja Toeschouwers: 1.470 Scheidsrechter: Mario Zebec |
| 12 oktober 2021 18.00 (UTC+3) | Edmundsson 24' (e.d.) | Verslag |         | Slavoetytsj-Arena, Zaporizja Toeschouwers: 1.470 Scheidsrechter: Mario Zebec |

|                               |        |         |                                       |                                                                            |
| 12 oktober 2021 18.30 (UTC+2) | Servië | 0 – 3   | Frankrijk                             | Partizanstadion, Belgrado Toeschouwers: 50 Scheidsrechter: Nicolas Laforge |
| 12 oktober 2021 18.30 (UTC+2) |        | Verslag | 28' Adli 43' (pen.) Gouiri 87' Cherki | Partizanstadion, Belgrado Toeschouwers: 50 Scheidsrechter: Nicolas Laforge |

|                                |                  |         |            |                                                                                             |
| 11 november 2021 13.00 (UTC+1) | Noord-Macedonië  | 1 – 1   | Oekraïne   | Petar Miloševski Training Centre, Skopje Toeschouwers: 482 Scheidsrechter: Sigurd Kringstad |
| 11 november 2021 13.00 (UTC+1) | Grozdanovski 58' | Verslag | 43' Syrota | Petar Miloševski Training Centre, Skopje Toeschouwers: 482 Scheidsrechter: Sigurd Kringstad |

|                                |                                                                      |         |         |                                                                                |
| 11 november 2021 20.45 (UTC+1) | Frankrijk                                                            | 7 – 0   | Armenië | Stade des Alpes, Grenoble Toeschouwers: 6.839 Scheidsrechter: Andrei Chivulete |
| 11 november 2021 20.45 (UTC+1) | Caqueret 11' Diop 27', 50' Cherki 35' Kalimuendo 58', 70' Le Fée 82' | Verslag |         | Stade des Alpes, Grenoble Toeschouwers: 6.839 Scheidsrechter: Andrei Chivulete |

|                                |         |       |         |                                                                              |
| 12 november 2021 18.00 (UTC+1) | Servië  | 0 – 0 | Faeröer | Karadjordjestadion, Novi Sad Toeschouwers: 372 Scheidsrechter: Adam Ladebäck |
| 12 november 2021 18.00 (UTC+1) | Verslag |       |         | Karadjordjestadion, Novi Sad Toeschouwers: 372 Scheidsrechter: Adam Ladebäck |

|                                |                         |         |              |                                                                  |
| 16 november 2021 18.00 (UTC+2) | Oekraïne                | 2 – 1   | Servië       | Arena Lviv, Lviv Toeschouwers: 4.771 Scheidsrechter: Ádám Farkas |
| 16 november 2021 18.00 (UTC+2) | Kryskiv 9' Soedakov 81' | Verslag | 78' Mitrović | Arena Lviv, Lviv Toeschouwers: 4.771 Scheidsrechter: Ádám Farkas |

|                                |                 |         |            |                                                                            |
| 16 november 2021 18.30 (UTC+1) | Noord-Macedonië | 0 – 1   | Frankrijk  | Toše Proeskiarena, Skopje Toeschouwers: 723 Scheidsrechter: Arda Kardeşler |
| 16 november 2021 18.30 (UTC+1) |                 | Verslag | 75' Kalulu | Toše Proeskiarena, Skopje Toeschouwers: 723 Scheidsrechter: Arda Kardeşler |

|                             |                       |         |                             |                                                                           |
| 24 maart 2022 17.00 (UTC+1) | Servië                | 2 – 1   | Noord-Macedonië             | Voždovacstadion, Belgrado Toeschouwers: 402 Scheidsrechter: Michal Očenáš |
| 24 maart 2022 17.00 (UTC+1) | Pantović 9' Jović 82' | Verslag | 36', 67' Iseni 83' Dimovski | Voždovacstadion, Belgrado Toeschouwers: 402 Scheidsrechter: Michal Očenáš |

|                             |                                     |         |         |                                                                            |
| 24 maart 2022 20.45 (UTC+1) | Frankrijk                           | 2 – 0   | Faeröer | Stade de l'Épopée, Calais Toeschouwers: 7.823 Scheidsrechter: Luka Bilbija |
| 24 maart 2022 20.45 (UTC+1) | Camavinga 23' Johannesen 82' (e.d.) | Verslag |         | Stade de l'Épopée, Calais Toeschouwers: 7.823 Scheidsrechter: Luka Bilbija |

|                             |                            |         |         |                                                        |
| 29 maart 2022 16.00 (UTC+2) | Servië                     | 2 – 0   | Armenië | TSC Arena, Bačka Palanka Scheidsrechter: Gal Leibovitz |
| 29 maart 2022 16.00 (UTC+2) | Kamenović 40' Terzić 45+2' | Verslag |         | TSC Arena, Bačka Palanka Scheidsrechter: Gal Leibovitz |

|                             |                 |         |                          |                                                         |
| 29 maart 2022 18.00 (UTC+2) | Noord-Macedonië | 0 – 1   | Faeröer                  | Toše Proeskiarena, Skopje Scheidsrechter: Daniyar Sakhi |
| 29 maart 2022 18.00 (UTC+2) |                 | Verslag | 52' (pen.) Radosavljević | Toše Proeskiarena, Skopje Scheidsrechter: Daniyar Sakhi |

|                           |         |         |                                                            |                                                                           |
| 1 juni 2022 18.00 (UTC+1) | Faeröer | 0 – 4   | Oekraïne                                                   | Tórsvøllur, Tórshavn Toeschouwers: 675 Scheidsrechter: Kristoffer Hagenes |
| 1 juni 2022 18.00 (UTC+1) |         | Verslag | 28' Bondarenko 33' Soepriaha 54' Vivtsjarenko 62' Soedakov | Tórsvøllur, Tórshavn Toeschouwers: 675 Scheidsrechter: Kristoffer Hagenes |

|                           |                                              |         |             |                                                                                            |
| 2 juni 2022 17.00 (UTC+2) | Noord-Macedonië                              | 3 – 1   | Armenië     | Petar Miloševski Training Centre, Skopje Toeschouwers: 167 Scheidsrechter: Nicolas Laforge |
| 2 juni 2022 17.00 (UTC+2) | Maksimov 22' Ilievski 85' Emini 90+7' (pen.) | Verslag | 9' Simonjan | Petar Miloševski Training Centre, Skopje Toeschouwers: 167 Scheidsrechter: Nicolas Laforge |

|                           |                       |         |        |                                                            |
| 2 juni 2022 20.45 (UTC+2) | Frankrijk             | 2 – 0   | Servië | Stade des Alpes, Grenoble Scheidsrechter: Donald Robertson |
| 2 juni 2022 20.45 (UTC+2) | Thuram 42' Gouiri 60' | Verslag |        | Stade des Alpes, Grenoble Scheidsrechter: Donald Robertson |

|                           |                                            |         |                 | |
| 5 juni 2022 19.45 (UTC+3) | Oekraïne                                   | 4 – 0   | Noord-Macedonië | Esenyurt Necmi Kadıoğlustadion, Istanboel (Turkije) Toeschouwers: 81 Scheidsrechter: Goga Kikatsjejsjvili |
| 5 juni 2022 19.45 (UTC+3) | Vjoennyk 69' Soedakov 71' Vanat 85', 90+4' | Verslag |                 | Esenyurt Necmi Kadıoğlustadion, Istanboel (Turkije) Toeschouwers: 81 Scheidsrechter: Goga Kikatsjejsjvili |

|                           |               |         |                                             |                                                               |
| 6 juni 2022 20.30 (UTC+4) | Armenië       | 1 – 4   | Frankrijk                                   | Armeense Voetbalacademie, Jerevan Scheidsrechter: Joni Hyytiä |
| 6 juni 2022 20.30 (UTC+4) | Shaghojan 69' | Verslag | 21', 76' Le Fée 66' (pen.) Gouiri 89' Gusto | Armeense Voetbalacademie, Jerevan Scheidsrechter: Joni Hyytiä |

|                           |             |         |              |                                                      |
| 7 juni 2022 16.15 (UTC+1) | Faeröer     | 1 – 1   | Servië       | Við Djúpumýrar, Klaksvík Scheidsrechter: Tomáš Klíma |
| 7 juni 2022 16.15 (UTC+1) | Nielsen 55' | Verslag | 77' Mitrović | Við Djúpumýrar, Klaksvík Scheidsrechter: Tomáš Klíma |

|                           |                                               |         |                                 |                                                                                     |
| 9 juni 2022 19.45 (UTC+3) | Oekraïne                                      | 3 – 3   | Frankrijk                       | Esenyurt Necmi Kadıoğlustadion, Istanboel (Turkije) Scheidsrechter: Vassilis Fotias |
| 9 juni 2022 19.45 (UTC+3) | Vanat 7' Badiashile 44' (e.d.) Bondarenko 50' | Verslag | 3' Abline 10' Thuram 25' Gouiri | Esenyurt Necmi Kadıoğlustadion, Istanboel (Turkije) Scheidsrechter: Vassilis Fotias |

|                            |         |         |                              |                                                            |
| 12 juni 2022 19.00 (UTC+4) | Armenië | 0 – 2   | Oekraïne                     | Armeense Voetbalacademie, Jerevan Scheidsrechter: Tom Owen |
| 12 juni 2022 19.00 (UTC+4) |         | Verslag | 49' Koeliëv 68' Vivtsjarenko | Armeense Voetbalacademie, Jerevan Scheidsrechter: Tom Owen |

#### Groep I
| Pos | Team       | Wed | W | G | V | Ptn | DV | DT | +/− | Kwalificatie           |       |       |       |       |       |       |
| --- | ---------- | --- | - | - | - | --- | -- | -- | --- | ---------------------- | ----- | ----- | ----- | ----- | ----- | ----- |
| 1   | België     | 8   | 6 | 2 | 0 | 20  | 14 | 2  | +12 | Deelname hoofdtoernooi |       |       | 1 – 0 | 2 – 0 | 0 – 0 | 2 – 0 |
| 2   | Denemarken | 8   | 5 | 2 | 1 | 17  | 12 | 6  | +6  | Play-offs              |       | 1 – 1 |       | 3 – 2 | 1 – 1 | 3 – 0 |
| 3   | Turkije    | 8   | 2 | 2 | 4 | 8   | 7  | 11 | −4  |                        |       | 0 – 3 | 1 – 2 |       | 1 – 1 | 0 – 0 |
| 4   | Schotland  | 8   | 1 | 4 | 3 | 7   | 6  | 10 | −4  |                        | 0 – 2 | 0 – 1 | 0 – 2 |       | 2 – 1 |       |
| 5   | Kazachstan | 8   | 0 | 2 | 6 | 2   | 4  | 14 | −10 |                        | 1 – 3 | 0 – 1 | 0 – 1 | 2 – 2 |       |       |

|                           |               |         |                                     |                                                                                      |
| 4 juni 2021 19.00 (UTC+5) | Kazachstan    | 1 – 3   | België                              | Centraalstadion, Aqtöbe Toeschouwers: 4.319 Scheidsrechter: Kaarlo Oskari Hämäläinen |
| 4 juni 2021 19.00 (UTC+5) | Zjoemabek 43' | Verslag | 28' Sardella 45+1' Onana 75' Openda | Centraalstadion, Aqtöbe Toeschouwers: 4.319 Scheidsrechter: Kaarlo Oskari Hämäläinen |

|                                |                  |         |                                 |                                                                                         |
| 3 september 2021 20.00 (UTC+3) | Turkije          | 0 – 3   | België                          | Bursa Büyükşehir Belediyestadion, Bursa Toeschouwers: 1.298 Scheidsrechter: Ádám Farkas |
| 3 september 2021 20.00 (UTC+3) | Bayır 85', 90+1' | Verslag | 31', 81' Openda 90+2' Vertessen | Bursa Büyükşehir Belediyestadion, Bursa Toeschouwers: 1.298 Scheidsrechter: Ádám Farkas |

|                                |                |         |            |                                                                               |
| 7 september 2021 21.00 (UTC+6) | Kazachstan     | 0 – 1   | Denemarken | Astana Arena, Nur-Sultan Toeschouwers: 1.961 Scheidsrechter: Dejan Jakimovski |
| 7 september 2021 21.00 (UTC+6) | Sovet 73', 78' | Verslag | 78' Bøving | Astana Arena, Nur-Sultan Toeschouwers: 1.961 Scheidsrechter: Dejan Jakimovski |

|                                |            |         |              |                                                                                        |
| 7 september 2021 19.30 (UTC+3) | Turkije    | 1 – 1   | Schotland    | Bursa Büyükşehir Belediyestadion, Bursa Toeschouwers: 1.042 Scheidsrechter: Igor Pajač |
| 7 september 2021 19.30 (UTC+3) | Destan 75' | Verslag | 9' Middleton | Bursa Büyükşehir Belediyestadion, Bursa Toeschouwers: 1.042 Scheidsrechter: Igor Pajač |

|                              |           |         |             |                                                                               |
| 7 oktober 2021 19.05 (UTC+1) | Schotland | 0 – 1   | Denemarken  | Tynecastle Park, Edinburgh Toeschouwers: 1.473 Scheidsrechter: Rade Obrenovič |
| 7 oktober 2021 19.05 (UTC+1) |           | Verslag | 13' Isaksen | Tynecastle Park, Edinburgh Toeschouwers: 1.473 Scheidsrechter: Rade Obrenovič |

|                              |                                        |         |            |                                                                    |
| 8 oktober 2021 20.00 (UTC+2) | België                                 | 2 – 0   | Kazachstan | Den Dreef, Leuven Toeschouwers: 442 Scheidsrechter: Walter Altmann |
| 8 oktober 2021 20.00 (UTC+2) | Openda 31' (pen.) Vertessen 84' (pen.) | Verslag |            | Den Dreef, Leuven Toeschouwers: 442 Scheidsrechter: Walter Altmann |

|                               |            |         |            |                                                                             |
| 12 oktober 2021 18.00 (UTC+6) | Kazachstan | 0 – 1   | Turkije    | Sjachtjorstadion, Karaganda Toeschouwers: 1.246 Scheidsrechter: Rohit Saggi |
| 12 oktober 2021 18.00 (UTC+6) |            | Verslag | 27' Destan | Sjachtjorstadion, Karaganda Toeschouwers: 1.246 Scheidsrechter: Rohit Saggi |

|                               |            |         |            |                                                                         |
| 12 oktober 2021 20.00 (UTC+2) | België     | 1 – 0   | Denemarken | Den Dreef, Leuven Toeschouwers: 1.052 Scheidsrechter: Athanasios Tzilos |
| 12 oktober 2021 20.00 (UTC+2) | Openda 38' | Verslag |            | Den Dreef, Leuven Toeschouwers: 1.052 Scheidsrechter: Athanasios Tzilos |

|                                |                                            |         |                    |                                                                     |
| 12 november 2021 20.00 (UTC+1) | België                                     | 2 – 0   | Turkije            | Den Dreef, Leuven Toeschouwers: 1.605 Scheidsrechter: Robert Harvey |
| 12 november 2021 20.00 (UTC+1) | Balikwisha 51' Van der Brempt 90+5' (pen.) | Verslag | 86', 90+4' Güneren | Den Dreef, Leuven Toeschouwers: 1.605 Scheidsrechter: Robert Harvey |

|                              |                           |         |               |                                                                      |
| 12 november 2021 19.05 (UTC) | Schotland                 | 2 – 1   | Kazachstan    | Tannadice Park, Dundee Toeschouwers: 1.221 Scheidsrechter: Snir Levi |
| 12 november 2021 19.05 (UTC) | Fiorini 28' Middleton 56' | Verslag | 71' Samorodov | Tannadice Park, Dundee Toeschouwers: 1.221 Scheidsrechter: Snir Levi |

|                                |               |         |                                |                                                                                   |
| 16 november 2021 20.00 (UTC+3) | Turkije       | 1 – 2   | Denemarken                     | Bahçeşehir Okullarıstadion, Alanya Toeschouwers: 108 Scheidsrechter: Peter Bankes |
| 16 november 2021 20.00 (UTC+3) | Bayrakdar 51' | Verslag | 4' (pen.) Lindstrøm 21' Daramy | Bahçeşehir Okullarıstadion, Alanya Toeschouwers: 108 Scheidsrechter: Peter Bankes |

|                              |           |         |                              |                                                                          |
| 16 november 2021 19.05 (UTC) | Schotland | 0 – 2   | België                       | Tannadice Park, Dundee Toeschouwers: 2.304 Scheidsrechter: Willy Delajod |
| 16 november 2021 19.05 (UTC) |           | Verslag | 40' (pen.) Openda 87' Raskin | Tannadice Park, Dundee Toeschouwers: 2.304 Scheidsrechter: Willy Delajod |

|                           |           |         |                         |                                                                                 |
| 25 maart 2022 19.05 (UTC) | Schotland | 0 – 2   | Turkije                 | Tynecastle Park, Edinburgh Toeschouwers: 2.068 Scheidsrechter: Andrei Chivulete |
| 25 maart 2022 19.05 (UTC) |           | Verslag | 28' Bayır 71' K. Yılmaz | Tynecastle Park, Edinburgh Toeschouwers: 2.068 Scheidsrechter: Andrei Chivulete |

|                             |                                     |         |                        |                                                                 |
| 29 maart 2022 18.00 (UTC+6) | Kazachstan                          | 2 – 2   | Schotland              | Almatı Ortalıq Stadionı, Almaty Scheidsrechter: Dumitru Muntean |
| 29 maart 2022 18.00 (UTC+6) | Sejdachmet 71' (pen.) Zjoemabek 83' | Verslag | 25' Graham 58' Clayton | Almatı Ortalıq Stadionı, Almaty Scheidsrechter: Dumitru Muntean |

|                             |             |         |            |                                                 |
| 29 maart 2022 20.00 (UTC+2) | Denemarken  | 1 – 1   | België     | MCH Arena, Herning Scheidsrechter: Urs Schnyder |
| 29 maart 2022 20.00 (UTC+2) | Isaksen 37' | Verslag | 53' Openda | MCH Arena, Herning Scheidsrechter: Urs Schnyder |

|                           |                                      |         |            |                                               |
| 4 juni 2022 15.00 (UTC+2) | Denemarken                           | 3 – 0   | Kazachstan | Vejlestadion, Vejle Scheidsrechter: Genc Nuza |
| 4 juni 2022 15.00 (UTC+2) | Isaksen 1' Kjærgaard 25' Grønbæk 90' | Verslag |            | Vejlestadion, Vejle Scheidsrechter: Genc Nuza |

|                           |         |       |           |                                                     |
| 5 juni 2022 16.00 (UTC+2) | België  | 0 – 0 | Schotland | Stayen, Sint-Truiden Scheidsrechter: Georgi Davidov |
| 5 juni 2022 16.00 (UTC+2) | Verslag |       |           | Stayen, Sint-Truiden Scheidsrechter: Georgi Davidov |

|                            |               |         |             |                                                      |
| 10 juni 2021 18.00 (UTC+2) | Denemarken    | 1 – 1   | Schotland   | Vejlestadion, Vejle Scheidsrechter: César Soto Grado |
| 10 juni 2021 18.00 (UTC+2) | Kjærgaard 70' | Verslag | 45+2' Kelly | Vejlestadion, Vejle Scheidsrechter: César Soto Grado |

|                            |         |         |                 |                                                                                     |
| 10 juni 2022 20.00 (UTC+3) | Turkije | 0 – 0   | Kazachstan      | Recep Tayyip Erdoğanstadion, Istanboel Scheidsrechter: Kári Jóannesarson á Høvdanum |
| 10 juni 2022 20.00 (UTC+3) |         | Verslag | 58' Kassaboelat | Recep Tayyip Erdoğanstadion, Istanboel Scheidsrechter: Kári Jóannesarson á Høvdanum |

|                            |                                          |         |                                   |                                                             |
| 14 juni 2022 18.00 (UTC+2) | Denemarken                               | 3 – 2   | Turkije                           | Vejlestadion, Vejle Scheidsrechter: Miguel Bertolo Nogueira |
| 14 juni 2022 18.00 (UTC+2) | O'Riley 17' Isaksen 66' Kvistgaarden 76' | Verslag | 9' B. A. Yılmaz 90+2' B. Yıldırım | Vejlestadion, Vejle Scheidsrechter: Miguel Bertolo Nogueira |

### Stand nummers twee
Bij de bepaling van de beste nummers twee uit alle groepen, werden de resultaten tegen de nummers zes niet meegeteld. In totaal werd er dus gekeken naar acht gespeelde wedstrijden in elke groep. De beste nummer twee kwalificeert zich direct voor het hoofdtoernooi, terwijl de overige acht landen in de play-offs om kwalificatie spelen.
| Pos | Grp | Team            | Wed | W | G | V | Ptn | DV | DT | +/− | Kwalificatie                     |
| --- | --- | --------------- | --- | - | - | - | --- | -- | -- | --- | -------------------------------- |
| 1   | E   | Zwitserland (Q) | 8   | 5 | 2 | 1 | 17  | 14 | 6  | +8  | Geplaatst voor het hoofdtoernooi |
| 2   | H   | Oekraïne (O)    | 8   | 5 | 2 | 1 | 17  | 16 | 10 | +6  | Deelname aan play-offs           |
| 3   | I   | Denemarken      | 8   | 5 | 2 | 1 | 17  | 12 | 6  | +6  | Deelname aan play-offs           |
| 4   | A   | Kroatië (O)     | 8   | 5 | 1 | 2 | 16  | 19 | 10 | +9  | Deelname aan play-offs           |
| 5   | G   | Tsjechië (O)    | 8   | 5 | 1 | 2 | 16  | 13 | 6  | +7  | Deelname aan play-offs           |
| 6   | C   | Slowakije       | 8   | 5 | 0 | 3 | 15  | 18 | 10 | +8  | Deelname aan play-offs           |
| 7   | F   | Ierland         | 8   | 5 | 0 | 3 | 15  | 13 | 9  | +4  | Deelname aan play-offs           |
| 8   | B   | Israël (O)      | 8   | 4 | 1 | 3 | 13  | 13 | 10 | +3  | Deelname aan play-offs           |
| 9   | D   | IJsland         | 8   | 3 | 3 | 2 | 12  | 13 | 7  | +6  | Deelname aan play-offs           |

## Play-offs
In de play-offs speelden acht landen mee om de laatste vier tickets voor het hoofdtoernooi. De loting voor de play-offs vond op 21 juni 2022 plaats in Nyon, Zwitserland. De wedstrijden werden tussen 23 en 27 september 2022 gespeeld.
| Team 1    | Tot.               | Team 2     | 1e wedstr. | 2e wedstr.   |
| --------- | ------------------ | ---------- | ---------- | ------------ |
| Kroatië   | 3 – 3 (5 – 4 pen.) | Denemarken | 2 – 1      | 1 – 2 (n.v.) |
| Slowakije | 3 – 5              | Oekraïne   | 3 – 2      | 0 – 3        |
| Ierland   | 1 – 1 (1 – 3 pen.) | Israël     | 1 – 1      | 0 – 0 (n.v.) |
| IJsland   | 1 – 2              | Tsjechië   | 1 – 2      | 0 – 0        |

### Wedstrijden
|                                 |                      |         |               |                                                                                     |
| 23 september 2022 18.00 (UTC+2) | Kroatië              | 2 – 1   | Denemarken    | Stadion Aldo Drosina, Pula Toeschouwers: 4.225 Scheidsrechter: Goga Kikatsjejsjvili |
| 23 september 2022 18.00 (UTC+2) | Vidović 9' Beljo 37' | Verslag | 59' Tengstedt | Stadion Aldo Drosina, Pula Toeschouwers: 4.225 Scheidsrechter: Goga Kikatsjejsjvili |

|                                 |                                               |              |                                             |                                                                            |
| 27 september 2022 18.00 (UTC+2) | Denemarken                                    | 2 – 1 (n.v.) | Kroatië                                     | Vejlestadion, Vejle Toeschouwers: 4.063 Scheidsrechter: Sebastian Gishamer |
| 27 september 2022 18.00 (UTC+2) | O'Riley 10' Frendrup 19'                      | Verslag      | 84' Matanović                               | Vejlestadion, Vejle Toeschouwers: 4.063 Scheidsrechter: Sebastian Gishamer |
| 27 september 2022 18.00 (UTC+2) | Strafschoppen                                 |              |                                             | Vejlestadion, Vejle Toeschouwers: 4.063 Scheidsrechter: Sebastian Gishamer |
| 27 september 2022 18.00 (UTC+2) | Dyhr Grønbæk Jørgensen Kristensen Madsen Ross | 4 – 5        | Vušković Fruk Soldo Matanović Sučić Pašalić | Vejlestadion, Vejle Toeschouwers: 4.063 Scheidsrechter: Sebastian Gishamer |

Totaalscore: 3 – 3. Kroatië won met 5 – 4 na strafschoppen en kwalificeerde zich voor het eindtoernooi.
|                                 |                            |         |                          |                                                                                |
| 23 september 2022 18.00 (UTC+2) | Slowakije                  | 3 – 2   | Oekraïne                 | Štadión pod Dubňom, Žilina Toeschouwers: 4.059 Scheidsrechter: Allard Lindhout |
| 23 september 2022 18.00 (UTC+2) | Suslov 10' Stelec 46', 53' | Verslag | 17' Vjoennyk 49' Kryskiv | Štadión pod Dubňom, Žilina Toeschouwers: 4.059 Scheidsrechter: Allard Lindhout |

|                                 |                     |         |           |                                                                                        |
| 27 september 2022 17.30 (UTC+2) | Oekraïne            | 3 – 0   | Slowakije | Stadion Miejski, Bielsko-Biała (Polen) Toeschouwers: 2.535 Scheidsrechter: Rohit Saggi |
| 27 september 2022 17.30 (UTC+2) | Sikan 48', 54', 66' | Verslag |           | Stadion Miejski, Bielsko-Biała (Polen) Toeschouwers: 2.535 Scheidsrechter: Rohit Saggi |

Totaalscore: 3 – 5. Oekraïne won over twee wedstrijden met 5 – 3 en kwalificeerde zich voor het eindtoernooi.
|                                 |              |         |                      |                                                                        |
| 23 september 2022 19.00 (UTC+1) | Ierland      | 1 – 1   | Israël               | Tallaght Stadium, Dublin Toeschouwers: 6.786 Scheidsrechter: Dario Bel |
| 23 september 2022 19.00 (UTC+1) | Ferguson 65' | Verslag | 45' Gorno 80' Lemkin | Tallaght Stadium, Dublin Toeschouwers: 6.786 Scheidsrechter: Dario Bel |

|                                 |                            |              |                                |                                                                                   |
| 27 september 2022 19.15 (UTC+3) | Israël                     | 0 – 0 (n.v.) | Ierland                        | Bloomfieldstadion, Tel Aviv Toeschouwers: 25.711 Scheidsrechter: Nathan Verboomen |
| 27 september 2022 19.15 (UTC+3) | Verslag                    |              |                                | Bloomfieldstadion, Tel Aviv Toeschouwers: 25.711 Scheidsrechter: Nathan Verboomen |
| 27 september 2022 19.15 (UTC+3) | Strafschoppen              |              |                                | Bloomfieldstadion, Tel Aviv Toeschouwers: 25.711 Scheidsrechter: Nathan Verboomen |
| 27 september 2022 19.15 (UTC+3) | Karzev Peretz Cohen Davida | 3 – 1        | Coventry Wright Ferguson Devoy | Bloomfieldstadion, Tel Aviv Toeschouwers: 25.711 Scheidsrechter: Nathan Verboomen |

Totaalscore: 1 – 1. Israël won met 3 – 1 na strafschoppen en kwalificeerde zich voor het eindtoernooi.
|                               |                      |         |                      |                                                                        |
| 23 september 2022 16.00 (UTC) | IJsland              | 1 – 2   | Tsjechië             | Víkingsvöllur, Reykjavik Toeschouwers: 725 Scheidsrechter: Gergő Bogár |
| 23 september 2022 16.00 (UTC) | Magnússon 26' (pen.) | Verslag | 33' Valenta 70' Sejk | Víkingsvöllur, Reykjavik Toeschouwers: 725 Scheidsrechter: Gergő Bogár |

|                                 |          |         |                   | |
| 27 september 2022 18.00 (UTC+2) | Tsjechië | 0 – 0   | IJsland           | Fotbalový stadion Střelecký ostrov, České Budějovice Toeschouwers: 5.721 Scheidsrechter: Morten Krogh |
| 27 september 2022 18.00 (UTC+2) |          | Verslag | 90+5' Friðriksson | Fotbalový stadion Střelecký ostrov, České Budějovice Toeschouwers: 5.721 Scheidsrechter: Morten Krogh |

Totaalscore: 1 – 2. Tsjechië won over twee wedstrijden met 2 – 1 en kwalificeerde zich voor het eindtoernooi.

## Doelpuntenmakers
12 doelpunten
- Gonçalo Ramos

7 doelpunten
- Loïs Openda
- Jonathan Burkardt
- András Németh
- Roko Šimić
- Joshua Zirkzee
- Chukwubuike Adamu
- Romano Schmid
- Fábio Vieira
- Abel Ruiz

6 doelpunten
- Youssoufa Moukoko
- Folarin Balogun
- Naatan Skyttä
- Kristian Hlynsson
- Jørgen Strand Larsen
- Fábio Silva
- Sergio Gómez
- Anthony Elanga
- Zeki Amdouni

5 doelpunten
- Musa Gurbanlı
- Vladimir Nikolov
- Amine Gouiri
- Luka Sučić
- Brian Brobbey
- Adrian Benedyczak
- Matej Trusa

4 doelpunten
- Gustav Isaksen
- Cameron Archer
- Anthony Gordon
- Rayan Cherki
- Kristall Máni Ingason
- Brynjólfur Willumsson
- Jurgen Ekkelenkamp
- Emil Konradsen Ceide
- Dmytro Kryskiv
- Michał Skóraś
- Gamid Agalarov
- Bryan Gil
- Daniel Fila
- Adam Karabec
- Václav Sejk
- Patrik Wålemark
- Felix Mambimbi

3 doelpunten
- Andronikos Kakoullis
- Ioannis Kosti
- Tom Krauß
- Kevin Schade
- Malik Tillman
- Sofiane Diop
- Arnaud Kalimuendo
- Enzo Le Fée
- Conor Coventry
- Will Smallbone
- Tyreik Wright
- Omri Gandelman
- Nicolò Rovella
- Vladislav Blănuță
- Nikola Krstović
- Daishawn Redan
- Elayis Tavşan
- Erik Botheim
- Noah Holm
- Danylo Sikan
- Heorhij Soedakov
- Vladyslav Vanat
- Bartosz Białek
- Henrique Araújo
- Daniil Chloesevitsj
- Konstantin Tjoekavin
- Dušan Stojinović
- Adrián Kaprálik
- Julen Lobete
- Robert Navarro
- Yeremi Pino
- Adam Gabriel
- Joe Adams
- Jack Vale
- Oeladzislaoe Marozaoe

2 doelpunten
- Bernard Karrica
- Ernest Muçi
- Mikayel Mirzojan
- Ismayil Zülfügarly
- Yorbe Vertessen
- Ivan Bašić
- Milan Savić
- Martin Mintsjev
- Giannis Gerolemou
- Maurits Kjærgaard
- Matt O'Riley
- Erik Shuranov
- Malick Thiaw
- Cole Palmer
- Jacob Ramsey
- Emile Smith Rowe
- Jonn Johannesen
- Oliver Antman
- Eetu Mömmö
- Amine Adli
- Eduardo Camavinga
- Pierre Kalulu
- Khéphren Thuram
- Giannis Sardelis
- Christos Tzolis
- Tamás Kiss
- Alen Skribek
- Bjarki Steinn Bjarkason
- Hákon Arnar Haraldsson
- Sævar Atli Magnússon
- Ísak Þórvaldsson
- Arad Bar
- Itay Buganim
- Ido Shahar
- Matteo Cancellieri
- Lorenzo Lucca
- Pietro Pellegri
- Emanuel Vignato
- Abylajchan Zjoemabek
- Erolind Krasniqi
- Toni Fruk
- Josip Šutalo
- Gabriel Vidović
- Mario Vušković
- Ayrton Attard
- Matteja Veselji
- Andrea Zammit
- Anto Babić
- Viktor Đukanović
- Ivan Vukčević
- Alfie McCalmont
- Marko Gjorgjievski
- Metodi Maksimov
- Johan Hove
- Martin Palumbo
- Artem Bondarenko
- Kostjantyn Vivtsjarenko
- Bohdan Vjoennyk
- Emanuel Aiwu
- Tobias Anselm
- Łukasz Bejger
- Jakub Kamiński
- Kacper Kozłowski
- Kacper Śpiewak
- Paulo Bernardo
- Fábio Carvalho
- Vítor Oliveira
- Glenn Middleton
- Stefan Mitrović
- Nikola Terzić
- David Flakus Bosilj
- Ján Bernát
- David Strelec
- Patrik Iľko
- Jakub Kadák
- Hugo Guillamón
- Juan Miranda
- Fernando Niño
- Rodri
- Manu Sánchez
- Krystof Danek
- Pavel Šulc
- Enis Destan
- Dmitri Latychov
- Vladislav Lozjkin
- Oleg Nikiforenko
- Aleksandr Sjestjoek
- Ilja Vasiljevitsj
- Emil Holm
- Tim Prica
- Benjamin Nygren
- Amin Sarr
- Kastriot Imeri
- Dan Ndoye
- Noah Okafor
- Fabian Rieder

1 doelpunt
- Armando Broja
- Armando Dobra
- Anis Mehmeti
- Flamur Ruçi
- Albert Rosas
- Arsen Galstjan
- Edgar Grigorjan
- Narek Grigorjan
- Zhirajr Shaghojan
- Erik Simonjan
- Rüfar Abdullazada
- Ildar Alekperov
- Abdoelach Kaiboelajev
- Ceyhun Nuriyev
- Michel-Ange Balikwisha
- Amadou Onana
- Nicolas Raskin
- Killian Sardella
- Ignace Van Der Brempt
- Adrian Barišić
- Amar Dedić
- Anes Mašić
- Amar Memić
- Mitko Mitkov
- Martin Petkov
- Dimitar Stojanov
- Michalis Charalambous
- Konstantinos Ilia
- Andreas Katsantonis
- Hector Kyprianou
- Giorgos Naoum
- Thomas Nikolaou
- Daniil Paroutis
- Ruel Sotiriou
- William Bøving
- Mohamed Daramy
- Morten Frendrup
- Albert Grønbæk
- Mathias Kvistgaarden
- Jesper Lindstrøm
- Casper Tengstedt
- Noah Katterbach
- Ansgar Knauff
- Jamie Leweling
- Lazar Samardžić
- Angelo Stiller
- Jan Thielmann
- Rhian Brewster
- Conor Gallagher
- Morgan Gibbs-White
- Curtis Jones
- Keane Lewis-Potter
- Andrass Johansen
- Steffan Løkin
- Jørgen Nielsen
- Stefan Radosavljević
- Terry Ablade
- Anthony Olusanya
- Agon Sadiku
- Anssi Suhonen
- Julius Tauriainen
- Matthis Abline
- Maxence Caqueret
- Malo Gusto
- Nathanaël Mbuku
- Dylan Peacock
- Apostolos Diamantis
- Giannis Fivos Botos
- Giannis Christopoulos
- Fotis Ioannidis
- Michalis Kosidis
- Georgios Koutsias
- Theodosis Macheras
- Giannis Michailidis
- Nikos Michelis
- Vasilis Sourlis
- Vasilios Zagaritis
- Péter Baráth
- Patrick Iyinbor
- Sámuel Major
- Regő Szánthó
- Kristóf Tóth-Gábor
- Evan Ferguson
- Joshua Kayode
- Liam Kerrigan
- Mark McGuinness
- Ademipo Odubeko
- Ollie O'Neill
- Ross Tierney
- Colm Whelan
- Viktor Örlygur Andrason
- Ágúst Hlynsson
- Kolbeinn Þórðarson
- Liel Abada
- Amir Berkovich
- Oz Bilevi
- Osher Davida
- Idan Gorno
- Eden Karzev
- Doron Leidner
- Stav Nachmani
- Suf Podgoreanu
- Zohar Zasno
- Nicolò Cambiaghi
- Lorenzo Colombo
- Gianluca Gaetano
- Caleb Okoli
- Lorenzo Pirola
- Samuele Ricci
- Giacomo Quagliata
- Maksim Samorodov
- Jerkeboelan Sejdachmet
- Dion Berisha
- Kreshnik Krasniqi
- Mark Marleku
- Leard Sadriu
- Arlind Sejdiu
- Valmir Veliu
- Dion Drena Beljo
- Bartol Franjić
- Lukas Kačavenda
- Marin Ljubičić
- Antonio Marin
- Igor Matanović
- Jurica Pršir
- Nikola Soldo
- Rolands Bocs
- Ilja Korotkovs
- Kristers Lusins
- Rihards Ozoliņš
- Roberts Veips
- Artur Dolznikov
- Deividas Dovydaitis
- Tomas Kalinauskas
- Titas Milašius
- Faustas Steponavičius
- Artemijus Tutyškinas
- Dylan Kuete
- Mathias Olesen
- Jake Engerer
- Marcus Grima
- Jamie Sixsmith
- Joseph Zammit
- Eugeniu Gliga
- Dinis Ieşeanu
- Iurie Iovu
- Nicu Namolovan
- Matija Krivokapić
- Marko Rakonjac
- Andrija Ražnatović
- Omar Sijarić
- Sepp van den Berg
- Myron Boadu
- Sven Botman
- Lutsharel Geertruida
- Ki-Jana Hoever
- Daniël van Kaam
- Ian Maatsen
- Crysencio Summerville
- Quinten Timber
- Chris Conn-Clarke
- Ethan Galbraith
- Carl Johnston
- Paddy Lane
- Paul O'Neill
- Dale Taylor
- Bojan Dimovski
- Sefer Emini
- Tomče Grozdanovski
- Mario Ilievski
- Tobias Christensen
- Jesper Daland
- Håkon Evjen
- Fredrik Oppegård
- Osame Sahraoui
- Sebastian Sebulonsen
- Eldar Koeliëv
- Michajlo Moedrik
- Vladislav Soepriaha
- Oleksandr Syrota
- Yusuf Demir
- Leo Greiml
- Alexander Prass
- Nicolas Seiwald
- Mateusz Bogusz
- Jakub Kałuziński
- Kacper Łopata
- Łukasz Poręba
- Kacper Smoliński
- Marcel Wędrychowski
- André Almeida
- Francisco Conceição
- José Carlos Natário Ferreira
- Gonçalo Inácio
- João Mário
- Nuno Tavares
- Tiago Tomás
- Kirill Bozjenov
- Kirill Kravtsov
- Danila Prochin
- Timoer Soelejmanov
- Tom Clayton
- Lewis Fiorini
- Ross Graham
- Stephen Kelly
- Strahinja Eraković
- Željko Gavrić
- Nemanja Jović
- Dimitrije Kamenović
- Miloš Pantović
- Slobodan Tedić
- Tjaš Begić
- Aljoša Matko
- Mark Španring
- Mark Zabukovnik
- David Zec
- Filip Lichý
- Sebastian Nebyla
- Peter Pokorný
- Tomáš Suslov
- Álex Baena
- Alejandro Francés
- Víctor Gómez
- Rodrigo Riquelme
- Beñat Turrientes
- Tomáš Čvančara
- Tomáš Ostrák
- Michal Ševčík
- Matěj Valenta
- Martin Vitík
- Furkan Bayır
- Gökdeniz Bayrakdar
- Bertuğ Yıldırım
- Barış Alper Yılmaz
- Kartal Yılmaz
- Ryan Astley
- Owen Beck
- Oliver Hammond
- Luke Jephcott
- Eli King
- Sam Pearson
- Billy Sass-Davies
- Terry Taylor
- Daniel Williams
- Roman Davyskiba
- Jaroslav Oresjkevitsj
- Roman Vegerja
- Kirill Zinovitsj
- Rami Al Hajj
- Armin Gigović
- Carl Gustafsson
- Bilal Hussein
- Gabriel Barès
- Anel Husić
- Alex Jankewitz
- Jan Kronig

1 eigen doelpunt
- Iker (tegen Albanië)
- Arsen Agjabajov (tegen Finland)
- Adrian Leon Barišić (tegen Montenegro)
- Andreas Karamanolis (tegen IJsland)
- Djed Spence (tegen Slovenië)
- Mattias Sapp (tegen Finland)
- Andrias Edmundsson (tegen Oekraïne)
- Áki Johannesen (tegen Frankrijk)
- Viljami Sinisalo (tegen Azerbeidzjan)
- Benoît Badiashile (tegen Oekraïne)
- Ilir Krasniqi (tegen Engeland)
- Karolis Uzėla (tegen Rusland)
- Mathias Olesen (tegen Italië)
- Christian Gauci (tegen Litouwen)
- Carlo Zammit Lonardelli (tegen Slowakije)
- Nikola Krstović (tegen Bosnië en Herzegovina)
- Sebastian Walukiewicz (tegen Israël)
- Sergio Kalaj (tegen Tsjechië)
- Fin Stevens (tegen Nederland)
- Nikita Soepranovitsj (tegen Griekenland)